# 東急バス新羽営業所

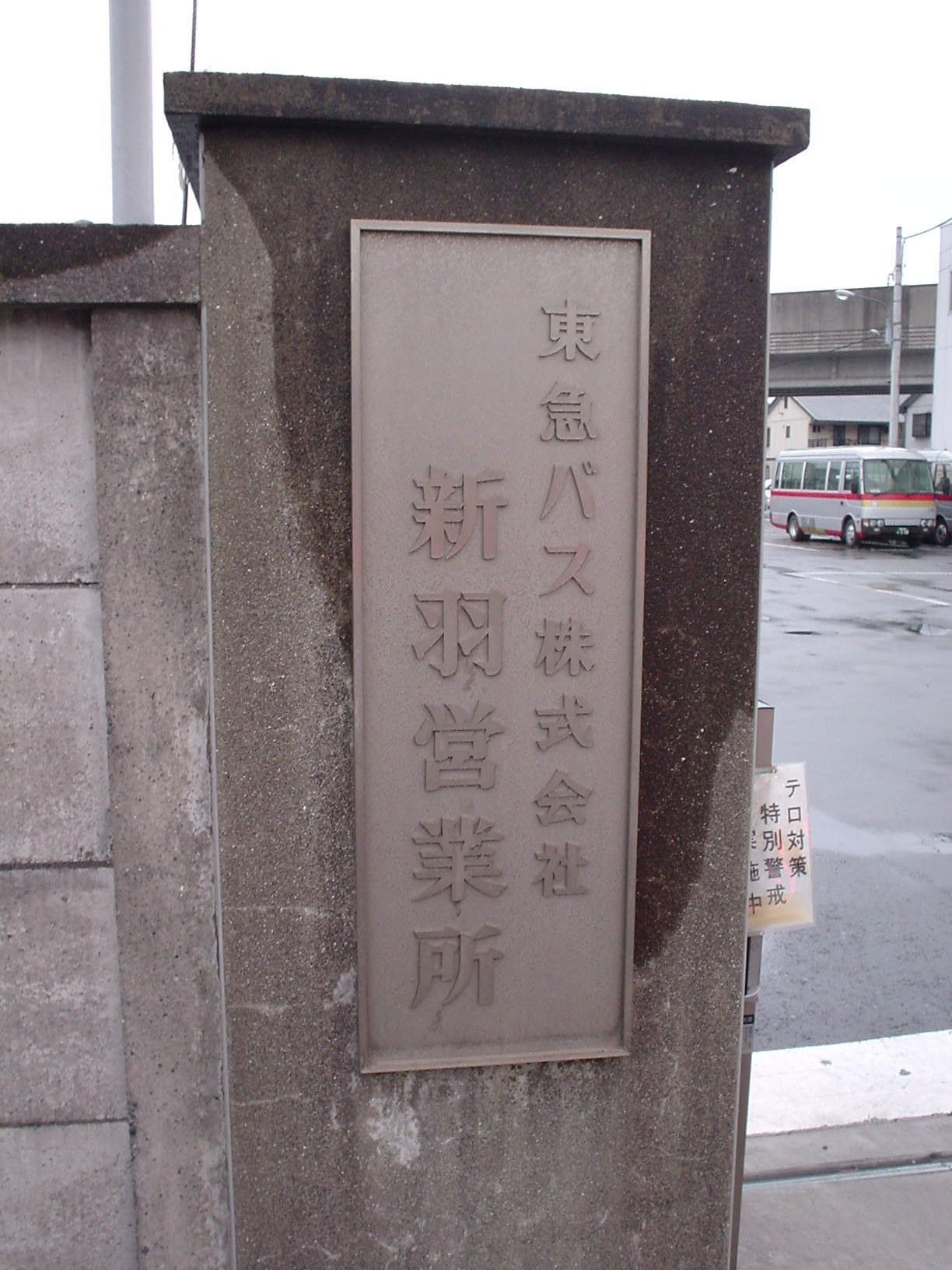
新羽営業所の表札（公道より撮影）

東急バス新羽営業所（とうきゅうバスにっぱえいぎょうしょ）は、神奈川県横浜市港北区新羽町に所在する東急バスの営業所。東急東横線の日吉駅・綱島駅、横浜市営地下鉄ブルーライン新羽駅を中心に路線を展開する。営業所の略号は「NI」。
最寄停留所は「新羽営業所」、または「新羽営業所庚申堀（-こうしんぼり）」。

## 概要
1966年（昭和41年）4月18日、日吉営業所（現：東山田営業所）から一部路線の移管を受けて開設された。
東急バスの営業所略号は概ね英字1文字であるが、当営業所は2文字なのは、開設当時に存在した中延営業所「N」との重複を避けるためである。1986年（昭和61年）8月23日に開設された虹が丘営業所では「NJ」の略号が当てられた。

## 沿革
- 1966年（昭和41年）
  - 4月1日：多摩田園都市へのアクセス路線として、東急田園都市線溝の口 - 長津田間が延伸開業。
  - 4月18日：新羽営業所が開設。日吉営業所から一部路線の移管を受ける。
- 1981年（昭和56年）6月23日：青葉台営業所が開設。
- 1986年（昭和61年）8月23日 - 虹が丘営業所が開設。
- 1993年（平成5年）11月1日：日吉営業所の東山田営業所への移転に伴い、所管路線を一部持ち変え。
  - 日吉営業所から駒岡線、鹿島田線を移管される。東山田営業所へニュータウン北線、北山田線を移管する。
- 2001年（平成13年）10月16日：所管路線に系統番号付与（城01系統は以前より付番済み）。
- 2006年（平成18年）3月16日：虹が丘営業所から空港連絡バスを移管される。それに伴い新城線を川崎営業所へ移管する。
- 2008年（平成20年）7月2日：PASMOを導入（深夜急行バス、空港連絡バス、ディズニーリゾート路線を除く）。
- 2022年（令和4年）11月1日　高速バス　横浜駅西口⇔新横浜駅⇔たまプラーザ駅⇔軽井沢⇔北軽井沢⇔草津温泉方面、高速バスの運行を開始する。（たまプラーザ駅は渋谷・二子玉川路線から変更）[1]

## 現行路線（一般路線）

### 綱島線
- 綱44：綱島駅 - 高田駅前 - 道中坂下 - 東山田駅入口 - 勝田 - 横浜市歴史博物館前 - 江田駅
- 綱44：新羽営業所 → 勝田団地 → 勝田折返所 → 勝田 → 横浜市歴史博物館前 → 江田駅（出庫系統）
- 綱45：綱島駅 - 高田駅前 - 道中坂下 - 東山田駅入口 - 勝田 - センター南駅 - 区役所通り中央 - 江田駅
- 綱47：綱島駅 - 高田駅前 - 道中坂下 - 東山田駅入口 - 勝田折返所 - 勝田団地 - 新羽営業所（出入庫系統）
- 綱48：綱島駅 - 高田駅前 - 道中坂下 - 東山田駅入口 - 勝田折返所（早朝夜間のみ）
- 綱49：綱島駅 - 高田駅前 - 道中坂下 - 東山田駅入口 - 勝田 - センター南駅（土休日夜間1往復のみ）
- 綱50：綱島駅 → 高田駅前 → 東山田駅 → 道中坂下 → 高田駅前 → 綱島駅
  - 1948年（昭和23年）：綱島駅 - 天満宮前 - 道中坂下 - 勝田間として開業。
    - 戦前から運休中であった綱島駅 - 天満宮前 - 千年 - 片町(現在の高津区役所前)間のうち、道路事情が悪かった天満宮以遠の運行を断念し、代わりに道中坂下まで延伸したもの。天満宮前 - 倉田屋前間は旧道を運行。
    - その後延伸を重ね、1960年代前半には綱島駅 - 勝田 - 柚の木谷 - 荏田 - 保木（ほぎ） - 王禅寺原研前、綱島駅 - 勝田 - 柚の木谷 - 荏田 - 上市ヶ尾 - 鉄町 - 柿生駅、綱島駅 - 勝田 - 柚の木谷 - 川和町 - 中山駅、綱島駅 - 勝田 - 星谷 - 佐江戸 - 中山駅などの路線となる。

  - 1963年1月21日：綱島駅 - 勝田循環（綱48と現在の綱71系統を繋いだルート）を開設。
  - 1966年（昭和41年）4月1日：田園都市線開通により、柿生駅・王禅寺系統を綱島駅 - 江田駅に短縮再編。勝田循環を廃止。
  - 1980年頃：綱島駅 - 柚の木谷 - 川和町系統を川和高校行に変更。
  - 1990年?：市が尾駅 - 江田駅 - 道中坂下 - 綱島駅系統を廃止し、市が尾駅 - 大丸 - 御影橋 - 茅ヶ崎新道 - 道中坂下（横浜市営バス307系統と同一）を新設。
  - 1993年3月18日：横浜市営地下鉄開通に伴い、綱島駅 - センター南駅 - 江田駅間を開設し、綱島駅 - 中山駅系統を仲町台駅経由とする。また、東山田線（綱島駅 - すみれが丘系統[後の綱53系統]・綱島駅 - 東山田営業所系統[後の綱54系統]）を新羽営業所担当にて新設すると同時に、市が尾駅 - 道中坂下系統を廃止。
  - 1993年11月1日：日吉営業所移転により、東山田線を東山田営業所へ移管。
  - 1997年2月17日：佐江戸 - 中山駅（南口）間を佐江戸 - 中山駅北口間に変更。
  - 2000年4月1日：綱島駅 - 川和高校系統を廃止。
  - 2002年4月17日：ダイヤ改正により綱50系統の綱島駅 - 道中坂下の折り返し便が消滅。
  - 2002年9月16日：都筑大橋開通に伴い、綱45系統の吾妻山 - センター南駅間の経路を変更。
  - 2007年2月6日：中原街道宮の下停留所付近 - 百石橋西側交差点新道開通に伴い、堀の内停留所を新道上に移設のうえ宮の下 - 山田の経路を変更。
  - 2008年3月30日：横浜市営地下鉄グリーンラインの開通により、綱46系統を廃止[2]。綱49系統を新設[2]。あわせて綱54系統（東山田線）を東山田営業所より再移管し、綱島線に編入。吾妻山 - センター南駅間に「歴博通り中央」停留所を新設。
  - 2008年11月1日：グリーンラインの開通による影響を受け、綱48系統・綱50系統を除く各系統で減便ダイヤ改正。綱54系統を廃止。
  - 2013年11月1日：綱50系統（綱島駅→東山田駅→道中坂下→綱島駅）を廃止。
  - 2014年12月1日：大同メタル前停留所を「高田消防前」に名称を変更。
  - 2015年2月1日：ダイヤ改正により、綱50系統が復活。
  - 2019年3月1日：ダイヤ改正により、綱46系統を綱島駅 → 高田駅前 → 道中坂下として新設[3]。
  - 2023年7月1日：ダイヤ改正により綱46系統が運行休止となる。

比較的長距離の綱島駅 - 江田駅間綱44・綱45系統を主軸としている。沿線は港北ニュータウンの開発から外れた地域が多い。故に昔から存在する狭い道を経由するが、近年は所々道路拡幅・新道建設が進み経由地変更がしばしばある。2008年3月30日の地下鉄グリーンライン開通に際し、ルートが重複するこの路線では大幅なダイヤの変更が行われた。
メインは綱45・綱50系統。綱44系統は横浜市歴史博物館前経由。対する綱45系統はセンター南駅経由。横浜市歴史博物館前からは徒歩でセンター北駅に向かうことが可能である。綱44系統は朝夕の運行であり、運行のない時間帯に綱45系統が運行される。綱48系統は綱島駅 - 勝田（折返所）間の区間便で綱47系統はそれに出入庫を兼ねた物である。綱49系統は土休日1往復のみ綱島駅 - センター南駅間の区間便で綱45系統を補完する。綱50系統は東山田・道中坂下付近で小さく回る循環便で、実質綱島駅 - 道中坂下・東山田駅入口間の区間便と考えて良い。日中時間帯は綱島駅 - 東山田駅入口 間で毎時1 - 3本、東山田駅入口 - 江田駅間で毎時1 - 2本程度運行される。2008年11月のダイヤ改正で綱48は増便、綱49は平日朝に2本のみの運行とされた。廃止された綱50系統は平日朝ラッシュ時のみ1本の運行で、綱54系統はグリーンライン開通に伴い東山田営業所から移管された路線で、開設の経緯により道中坂下ではなく東山田駅を経由していた。
2008年3月30日のダイヤ改正では、日中は綱44系統→綱45系統→綱48系統の1サイクルでそれぞれ40分間隔で、綱島駅 - 大棚間では13分20秒間隔だった。綱54系統は1時間20分間隔だったため、一部の時間帯では6 - 7分間隔となる時間帯があった。平日の夕方は、綱45系統、綱49系統、綱54系統が運行され、綱45系統は20分間隔、綱49系統と綱54系統の交互で20分間隔と10分間隔で運行され、センター南駅までは1時間に4 - 5本あった。
2008年11月1日のダイヤ改正では、日中は綱44系統→綱45系統→綱48系統の1サイクルだが、平日の間隔が15 - 17分間隔となった。平日・土曜の夕方は、12分間隔となり、綱49系統が朝間のみの運行、綱54系統が廃止となった代わりに、綱48系統の平日夕方の運行が復活した。
その後も、乗客の利用実態からダイヤ改正の度に運行本数の見直しによる減便が続けられており、2013年11月1日のダイヤ改正では綱50系統が一旦廃止されたが、2015年2月1日付けのダイヤ改正で、綱50系統がおよそ2年ぶりに復活した。それと引き換えに綱48・綱49系統が減便されている他、綱45系統の一部便が綱44系統に変更されている。
基本的に平日・土曜の日中と休日は綱島駅発が綱44系統→綱45系統→綱48系統、綱島駅行きが綱44系統→綱48系統→綱45系統で1サイクル、平日・土曜の夕方は、綱45系統→綱48系統の交互となっていた。
2017年10月1日のダイヤ改正では大幅なダイヤ変更が行われ、綱50が1時間に2本、綱44と綱45がそれぞれ1時間に1本になり綱48は朝夜の運行へと変化、綱44は土休日の日中の運行がなくなった。綱49は土休日の夜間に1本運行されている。現在では綱島側の方が乗客が多いが、沿線から港北ニュータウン地区に相次いで開業した商業施設への足としての利用も見られる。
2019年3月1日のダイヤ改正で深夜の綱47系統の一部が区間短縮され綱46系統の道中坂下止まりに変更になった。
しかし2020年7月、9月のダイヤ改正で綱46系統は休止され、綱47系統も平日夜に1本のみとなった。2020年12月1日のダイヤ改正で、綱44・綱45・綱50系統で日中15分サイクル から 綱45・綱48・綱50系統の20分サイクルに変更され、綱46は土休日片道1本のみ復活した。
2023年7月1日ダイヤ改正では、日中を中心に全体的に減便となり、綱46系統が再び休止となった。

### 新羽線
- 綱71：綱島駅 - 吉田橋 - 四ッ家 - 新羽営業所庚申堀 - 勝田団地 - 勝田折返所
- 綱71：新羽営業所 - 勝田団地 - 勝田折返所（出入庫系統）
- 綱72：綱島駅 - 吉田橋 - 四ッ家 - 新羽営業所庚申堀 - 新羽駅 - 専念寺前 - 鳥山大橋 - 新横浜駅
- 綱72：新羽営業所→新羽駅→専念寺前→鳥山大橋→新横浜駅（出庫、平日のみ）
- 綱72：新横浜駅→鳥山大橋→専念時前→新羽駅→新羽営業所（入庫、土休日のみ）
- 綱73：綱島駅→吉田橋→四ッ家→新羽営業所庚申堀→新羽駅
- 綱73：新羽駅→新羽営業所庚申堀→新羽営業所（入庫路線）
- 綱79：綱島駅 - 吉田橋 - 四ッ家 - 新羽営業所（出入庫路線）
- 新横82：新羽駅→専念寺前→小机新道→又口橋→新横浜駅（出庫系統、土日のみ）
- 新横81：新羽駅ー北新横浜駅ー鳥山大橋ー新横浜駅（【直行】新横溝口系統の入出庫、平日のみ）[注釈 3]
  - 1955年：綱島駅 - 新羽町を開設。
  - 1957年 - 1963年頃：綱島駅 - 新羽町を小机駅まで延伸。
  - 1963年1月21日：勝田系統のルーツになったと考えられる綱島駅 - 勝田循環（綱71系統と現在の綱48系統と繋いだルート）を開設。
  - 1966年4月1日：勝田循環を廃止。
  - 1983年12月：新羽町折返所を廃止。
  - 1985年：新横浜駅 - 大倉山駅 - 北山田系統を開設。（横浜市営バス303系統と同一、後述）
  - 1986年10月1日：綱島駅 - 新横浜駅系統を開設。
  - 1991年：新横浜駅 - 北山田系統を研究所前まで延伸。
  - 1993年3月18日：横浜市営地下鉄開業に伴い、新羽町系統を新羽駅発着とし、小机、研究所前系統を新羽駅経由とした（当初は勝田系統も昼のみ新羽駅経由としていたが、こちらは数ヶ月で廃止になっている）。
  - 1994年11月1日：新横浜駅 - 大倉山駅 - 研究所前系統を廃止。
  - 2000年4月1日：綱島駅 - 小机駅系統を廃止。
  - 2001年10月16日：系統番号付与。
  - 2010年7月1日：川和線の青葉台営業所移管に伴い、出入庫路線を新たに新横81、新横82として再編。うち新横81は新横溝口線の出入庫路線に編入。

綱島駅から勝田・新羽・新横浜方面を結ぶ。メインの綱71系統は末端区間が港北ニュータウン内にあり、綱島・新羽方面と港北ニュータウン東部を直接結ぶほか、沿線に住宅も多いため、利用客が多い。綱島駅発の深夜バスも運行されている。現在の綱72系統はかつては小机駅発着であったが、旅客動向により順次新横浜駅発着へシフトして行った。綱73系統は綱島側の区間便であり、綱72系統を補完する。綱79系統は他の綱島駅発着系統の出入庫のため、時間帯によって本数の差が激しい。各系統が運行される綱島駅 - 常真寺前間では日中時間帯でも概ね毎時8本以上の本数が確保されている。
2009年11月1日のダイヤ改正では、今まで綱72系統、綱73系統あわせて1時間に2 - 4本あったのが1時間に1 - 3本に減便となり、綱73系統はこの改正で平日は3本、土曜・休日に至っては1本ずつのみとなり、2013年11月1日のダイヤ改正で平日も1本のみの運行となった後、2016年7月1日のダイヤ改正で土曜・休日のみの運行となった。横浜国際総合競技場で大規模なイベントが開催される日は、綱島駅 - 新横浜駅および新羽駅 - 新横浜駅の臨時便を増発することがある。
新横82系統は青葉台営業所に移管された川和線の出入庫便を再編したものの一つで、新横浜駅方向への片道1本のみ休日12時前後に運行される。新羽営業所の路線で珍しく踏切を渡る路線で、横浜線の「新羽踏切」を渡っている。途中にある「小机新道」停留所はこの系統のみが使用する。

### 新吉田線
- 綱74：綱島駅 - グリーンサラウンドシティ - 町内会館前 - 新田地区センター入口 - 新羽駅
  - 2005年2月16日：開設。
  - 2023年12月23日：この日の始発より綱島駅の乗り場が1番から5番に変更。これは元々5番乗り場発だった駒岡線が新綱島駅の新乗り場に移動したことで空いたため移動したものである。[7][8]

青山学院総合グランド跡地に新規に開発されたマンションおよび既存の路線から離れた住宅地と両駅とを結ぶ。綱72・綱73系統よりも運行距離、所要時間共に短く本数も比較的多いため、全線を通して利用する乗客も見られる。狭隘路のため、中型車で運行される。当初は小型車（日野・ポンチョ（初代））が主に使用され、中型車は予備役としての位置づけであったが、利用が好調なためラッシュ時を中心に常時中型車が運用に就くようになり、順次増備がなされ、ポンチョは全車転出した。車両の詳細については後述する。

### 新城線
- 城01：新城駅前 - 千年 - 子母口住宅前 - 蟹ヶ谷 - 下田町 - 高田駅 - 綱島駅
- 城01：綱島駅 - 高田駅 - 下田町 - 蟹ヶ谷（出入庫系統）
- 城01：新城駅前 - 千年 - 子母口住宅前 - 蟹ヶ谷 - 高田駅（出入庫系統）
  - 2006年3月16日：新羽営業所から川崎営業所へ移管される。
  - 2007年7月9日：宮内新横浜線部分開通に伴い、天満宮前 - 高田間のルートを変更。丸山下バス停を移設。
  - 2008年3月30日：横浜市営地下鉄グリーンラインの開業により、丸山下改め高田駅を新設バスロータリーに再移設。
  - 2010年7月1日：新羽営業所へ再移管。出入庫便は綱島駅 - 蟹ヶ谷と新城駅 - 高田駅に再編される。

南武線武蔵新城駅と東横線綱島駅を川崎・横浜両市にまたがって結ぶ路線である。神奈川県道106号子母口綱島線を走る子母口住宅前 - 天満宮前間は道幅が狭く、アップダウンやカーブの激しい道を走行する。川崎市内に乗り入れる関係上、1970年代後半より系統番号を持っており、2001年の系統番号一斉付与以前は、綱島駅発着の東急バスで唯一系統番号を持っていた。長年新羽営業所が担当していたが、2006年3月16日の改正より川崎営業所が受け持つこととなり、それに伴い新城駅前 - 蟹ヶ谷 - 新羽営業所間の出入庫便が廃止となっている。
移管後の出入庫については、川崎営業所 - 両駅間の回送のほか、綱島駅 - 子母口住宅前間、新城駅前 - 蟹ヶ谷間の区間運行によって行っていたが、綱島駅 - 子母口住宅前間の出入庫は、朝の綱島駅行きと夜の子母口住宅前行きのみであった。その後2007年7月9日からは宮内新横浜線の部分開通によって、天満宮前 - 高田（現・高田交差点）間の経路が変更となり、それに伴い丸山下停留所が新道側に移転している。2008年3月30日には横浜市営地下鉄グリーンラインが開業したため高田駅ロータリー（前述の丸山下停留所を再移転、改称）へ乗り入れを開始した。2010年7月1日のダイヤ改正では再び新羽営業所の所管へと戻り、出入庫路線は綱島駅 - 蟹ヶ谷間、新城駅 - 高田駅間の区間運行へと変わった。
新城線の開通は、東急の社内報によると1957年3月25日のことであり、当初の運行区間は新城駅 - 工業都市（現・東横線小杉駅）である。その後数年のうちに、現在のような綱島とを結ぶ便が開業した。
当路線は川崎市（均一運賃210円）と横浜市（均一運賃220円）とを結ぶ路線のため、川崎市内区間の新城駅 - 蟹ヶ谷間のみを乗車する場合と、それ以外の場合で運賃が異なる。川崎市内区間から綱島駅方向に乗車する際は、乗務員に行き先を告げる必要があったが川崎市運賃と横浜市運賃が同額になって以降、告げる必要はなくなった。

### 駒岡線
- 日81：日吉駅東口 - 箕輪町 - 北綱島 - 長福寺前 - 新綱島駅（出入庫系統）
- 日91：日吉駅東口→箕輪町→宮前箕輪→綱島東四丁目→北綱島→箕輪町→日吉駅東口（循環）
- 日92：日吉駅東口 - 箕輪町 - 宮前西町 - 宮前中町 - 南綱島住宅 - 長福寺前 - 新綱島駅
- 日93：日吉駅東口 - 箕輪町 - 宮前西町 - 江川町 - 鷹野大橋 - 駒岡 - 新綱島駅
- 日94：日吉駅東口 - 箕輪町 - 宮前西町 - 江川町 - 越路
  - 1962年12月8日：綱島駅 - 二ツ池 - 駒岡橋（現在の鷹野大橋）を開設。
  - 1960年代：日吉駅 - 一本橋、日吉駅 - 駒岡 - 綱島駅 - 南綱島住宅間[注釈 4]、綱島駅 - 駒岡橋間の存在が確認されている。
  - 1964年9月調製のバス路線停留所一覧図[11]によると日吉駅東口 - 一本橋 - 南加瀬（現在の樋橋）の路線が確認できる。
  - 1977年6月16日：日吉駅 - 南綱島住宅 - 綱島駅を開設。日吉駅 - 駒岡 - 綱島駅と分断。
  - 1989年5月16日：日吉駅 - 綱島東四丁目循環を開設。当初は箕輪循環線とも称した。
  - 1993年11月1日：日吉営業所の移転に伴い、新羽営業所へ移管。
  - 1997年2月：鹿島田線（後述）の廃止に伴い、日吉駅 - 越路系統を編入。
  - 2023年12月23日：日81系統、日92系統、日93系統が新綱島駅発着に変更[7][8]。

日吉営業所の移転（東山田営業所の新設）に伴い、新羽営業所へ移管された路線。

日81系統は入出庫路線であり、かつ全線東急東横線に並行しているため日吉駅東口行きが毎日6時台のみ、綱島駅行きが23時台に一本ずつのみの運行と本数は少ない。これはかつてこの区間に日吉駅 - 新横浜駅 - 六角橋 - 横浜駅西口間という路線（神奈川線）が運行されており、同路線の廃止後、入出庫系統としてこの区間が残る形となったためである。途中の綱島SST前バス停は、この路線のみが経由する。
日91系統は日吉駅東口から日大高校正門、綱島東四丁目を経由して、日吉駅東口へと循環する路線である。案内上は綱島東四丁目循環とされ、日吉駅東口からの近距離輸送を担っている。乗務員によっては「箕輪循環」と案内することもある。
日92,93系統はどちらも鉄道では1駅（ただし日吉駅 - 綱島駅間は2.2kmあり、東横線では最長）の区間を住宅地を経由して結ぶ。案内上は日92系統が「住宅経由」、日93系統が「駒岡経由」と呼ばれる。
日92系統は南綱島住宅経由で小さく回り、綱島地区東側の住宅街や工場などが存在する地区を経由する。日中時間帯の本数は1時間に3 - 4本程度あり、綱島駅からの日大高校輸送も担っており、朝夕はさらに本数が増える。
日93系統は大きく迂回して川崎鶴見臨港バスの運行エリアである川崎市内や鶴見区内にも入り、トレッサ横浜（当路線では明治横浜研究所前が最寄りのバス停）へのアクセスにも利用されている。川崎鶴見臨港バスとは江川町 - 駒岡不動尊前間で鶴04系統、明治横浜研究所前 - 新綱島駅間で鶴03系統と並走する。2011年9月のダイヤ改正以降は後述の日94系統を振り替える形で運行本数が増加しており、40分以上運行間隔が開く時間帯もあるが日中時間帯は毎時2 - 4本運行されている。なお、日93系統の江川町 - 鷹野大橋間は川崎市内運賃区間となる。
日94系統はかつて運行されていた日吉駅 - 川崎駅間（鹿島田線）の名残である。現在では日93系統の増発に伴い減便され、土曜・休日は朝と夕方以降のみの運行とされており、平日は昼間も少数運行されていたが、2023年7月1日のダイヤ改正で平日も朝と夕方以降のみとなった。終点の越路では日94のみ使用する降車専用の停留所で客を降ろし、交差点とガソリンスタンド隣のスペースを利用して折り返して、臨港バス鶴04と共用の停留所から発車する。路線末端の江川町 - 越路間は川崎市内運賃区間となる。
2023年12月23日から日81系統、日92系統、日93系統は新綱島駅発着となった。

### 新川崎線
- 日95：日吉駅東口 - 箕輪町 - 宮前西町 - 江川町 - 夢見ヶ崎動物公園前 - 新川崎交通広場（川崎鶴見臨港バス神明町営業所と共同運行）
  - 2015年4月1日：日吉駅東口 ‐ 江川町 - 新川崎交通広場を開設。

日95系統は東急線・横浜市営地下鉄グリーンライン日吉駅と横須賀線新川崎駅を結ぶ路線として、2015年4月1日に運行開始した。川崎鶴見臨港バス神明町営業所との共同運行で、両社合わせて25 - 30分間隔の運行。運賃は2023年3月15日までは日吉駅東口 - 江川町間は横浜市内運賃区間（220円）、江川町 - 新川崎交通広場間は川崎市内運賃区間（210円）で、江川町を跨いで乗車する場合は横浜市内運賃を適用されていた。一本橋、江川町は他の臨港バスの路線と異なり、日93・日94系統と同じ停留所を使用する。
当系統の運行開始により、日吉駅と新川崎駅間の利便性が大幅に向上した。なおこの系統の新設に伴う他系統の減便などは行われていない。
当系統のみが利用できる共通定期券も発売されているが、2024年3月16日以降はスマホ定期券のみとなっている。2025年6月30日をもって共通定期券の発売を終了した（有効期限まで使用可能）。
2024年3月24日の運賃改定で、東急バス（大人230円・小人120円（IC 115円））、臨港バス（大人220円・小人110円）で運賃が異なる状態になっているが（2025年3月18日より臨港バスは大人240円・小人120円に改定）、共通定期券については据え置きとなっている。

### 日吉本町循環線
- 日51：日吉駅東口→箕輪町舟下→コンフォール南日吉→アリュール日吉本町→日吉本町→箕輪町舟下→日吉駅東口（循環）
- 日51：日吉駅東口→箕輪町舟下→コンフォール南日吉→アリュール日吉本町（入庫系統）
- 日51：コンフォール南日吉→アリュール日吉本町→日吉本町→箕輪町舟下→日吉駅東口（出庫系統）
- 日52：白坂住宅前→日吉本町→コンフォール南日吉→日吉本町→箕輪町舟下→日吉駅東口（出庫系統）
  - 2010年5月1日：同日のダイヤ改正で東山田営業所から日51系統、日52系統を移管され、日52系統の始発地を東山田営業所から白坂住宅前に変更。路線名を日吉本町循環線に変更して高田線から分離。

日51系統は日吉駅から大塚製靴前、コンフォール南日吉、アリュール日吉本町などを経由して日吉駅に戻る循環路線。大半は循環するが、一部の便は出入庫の関係で、入庫便はアリュール日吉本町止まり、出庫便はコンフォール南日吉始発となる。
日52系統は休日の出庫便だが、早朝の1便しかない。これは、グリーンラインと当時の日52系統の経路が大部分被っている為である。なお、日51系統と経路を同じにさせるため、日吉本町は2回通過する。
まれに中型車が充当される事がある。

## 現行路線（高速路線など）

### 新横溝の口線

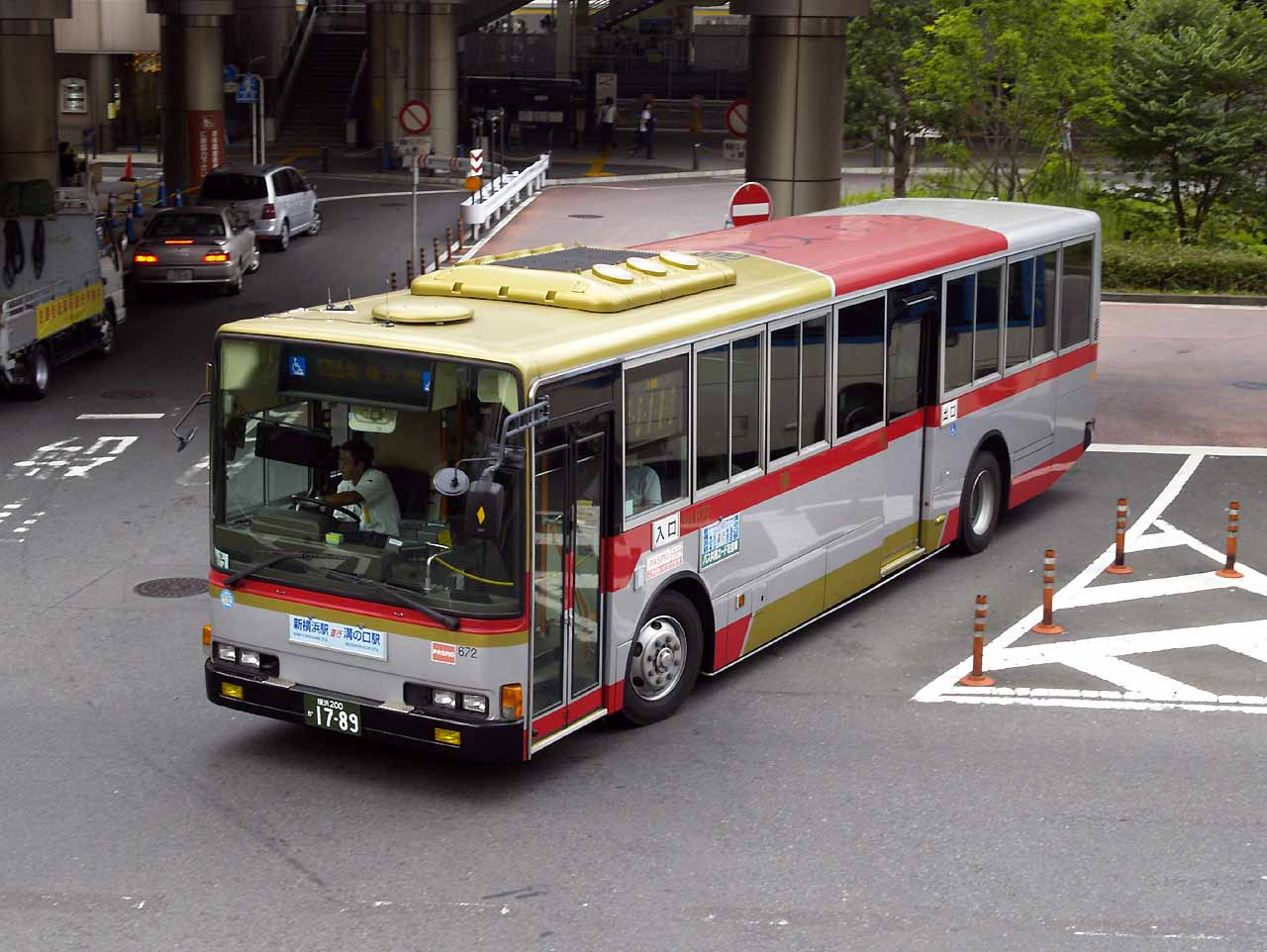
溝の口駅を出発する新横浜 - 溝の口線

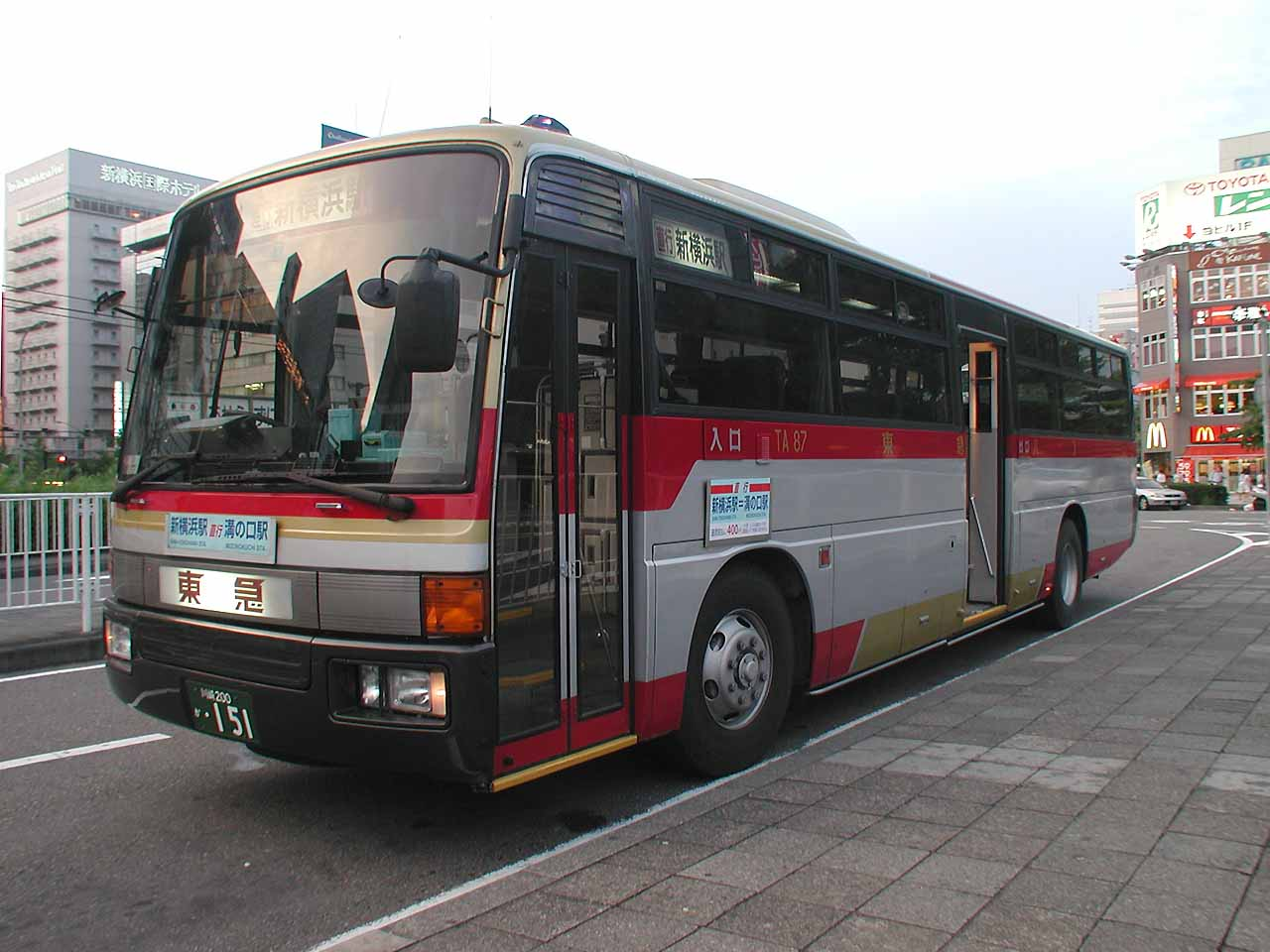
高津共管時代の高津車（2002年撮影、現在は廃車）

- 直行：新横浜駅 - 鳥山大橋 - 日産スタジアム前[注釈 7] - （第三京浜） - 高津中学校入口 - 高津高校前 - 溝の口駅
- 新横81：新横浜駅 - 北新横浜駅 - 新羽駅（出入庫路線）

路線沿革
- 2001年（平成13年）12月16日：開設[16][17]。高津営業所との共管[17]。
  - 当初は、両駅間以外では乗降できず、またバス共通カードも利用できなかった。
- 2003年（平成15年）2月1日：途中停留所（溝の口方、新横浜方各2箇所）を設置[18]。バス共通カードが利用可となる[18]。
  - ただし溝の口側の各停留所、新横浜側の各停留所の相互利用は不可。
- 2004年（平成16年）2月1日：土曜・休日ダイヤ新設。
- 2005年（平成17年）9月16日：新羽営業所の単独所管となる。
- 2010年（平成22年）7月1日：川和線の青葉台営業所移管に伴い、市03の出入庫路線（新横浜駅 - 北新横浜駅 - 新羽駅）を新横81に変更し、新横溝口線に編入。
- 2014年（平成26年）12月1日：運賃を値上げし、乗車区間にかかわらず均一運賃（ICカードで全額支払いの場合は割引あり）とする。回数券・往復割引乗車券の発売を終了、平日のみ利用可能であった専用の定期券は土曜・休日も利用可能に変更。

鉄道での連絡が不便な両駅間を結ぶ急行バスであり、第三京浜道路を経由する。系統番号はなく、案内上は「［直行］新横浜駅行き/溝の口駅行き」と表記される。
京浜川崎IC - 港北IC間で第三京浜道路を経由する。所要時間は約30分（東急バスでは23-35分と案内）。ただし新横浜駅から港北ICにかけて渋滞が発生し、横浜国際総合競技場から都筑ICへ一般道を迂回するために所要時間が増加する場合もある。第三京浜道路が通行止めの時は一般道を経由するため、所要時間が大幅に延びる。
JR南武線の各駅から東海道新幹線を利用する際にも利用されるため、ほぼ20分間隔で運行される早朝（6時-9時台）・夜間（21時-22時台中心）の本数が日中よりも多くなっている。途中停留所の開設により、かながわサイエンスパーク（KSP、最寄停留所の高津中学校入口から約200m、徒歩約3分）と新横浜駅との連絡や、大規模イベント（サッカーなど）開催時の横浜国際総合競技場、週末のウインズ新横浜（場外馬券売り場、鳥山大橋最寄り）への交通手段としても活用されるようになった。
運賃は2014年12月1日改定より、乗車区間にかかわらず現金500円（小児250円）、ICカードで全額支払いの場合は450円（小児230円）。2014年11月30日まで新横浜駅 - 溝の口駅間を乗り通す場合は410円（小児210円）、新横浜駅 - 高津中学校入口・高津高校前、または溝の口駅 - 横浜国際競技場・鳥山大橋間、および高津高校 - 鳥山大橋間の場合は360円（小児180円）となっていた。専用の定期券は設定されているが、東急バス全線定期券・一日乗車券は利用できない。車内で往復割引乗車券を発売しており、410円区間は720円（小児360円）、360円区間は620円（小児310円）で発売していたが、2014年11月30日をもって専用の回数券とともに発売を終了した。
新横81系統は青葉台営業所に移管された川和線の出入庫便を再編したもののうち、北新横浜駅経由便に割り当てられた上で新横溝口線に編入したものである。途中停留所は鳥山大橋と北新横浜駅のみである。こちらは一般路線と同じ運賃であり、他の一般路線と同様に東急バス全線定期券・一日乗車券が利用できる。平日に新羽駅方向午前中3本、新横浜駅方向朝1本日中1本のみの運行であり、これ以外の出入庫は新羽営業所との間で直接回送される（大半は新横浜駅側から、始車前・終車後は溝の口駅側からもあり）。
車両は、高速道路（自動車専用道路）を走行する関係上、座席を多く取ったワンロマ車と呼ばれる車両で運行され、座席にはシートベルトを備え装着が義務付けられている（正座席42人＋補助席8人、車椅子乗車時は4人減）。また、第三京浜道路に入る際はシートベルト着用のアナウンスが流れる。現在では座席定員以上の乗車（立席乗車）は認められていない。開通当初は新車のほか、元々新羽営業所に在籍していたもの、さらには東京都内からの転属車とバラエティに富んでいたが、2003年までにすべてワンステップの新車に置き換えられた。その後は座席をリクライニング対応のものとし、居住性を向上したワンロマ車も導入されており、現在ではリクライニングシート装備の車両を中心に運用されている。
また、横浜国際総合競技場で大規模なイベント（コンサートやライブ）が開催されると、臨時に溝の口駅行きが増発されることがある。その増発用のバスには、空港路線車（リムジンバス用の車両）が充当されることもあったが、運賃の支払い方法が限られる、降車ボタンがない、などのデメリットが生じていた。現在はワンロマ車の増車がされたこともあり、そのような状況は解消されつつある。
2020年4月6日よりエレベーター付きバス（三菱ふそう・エアロエース）が導入されている。

### 空港連絡路線

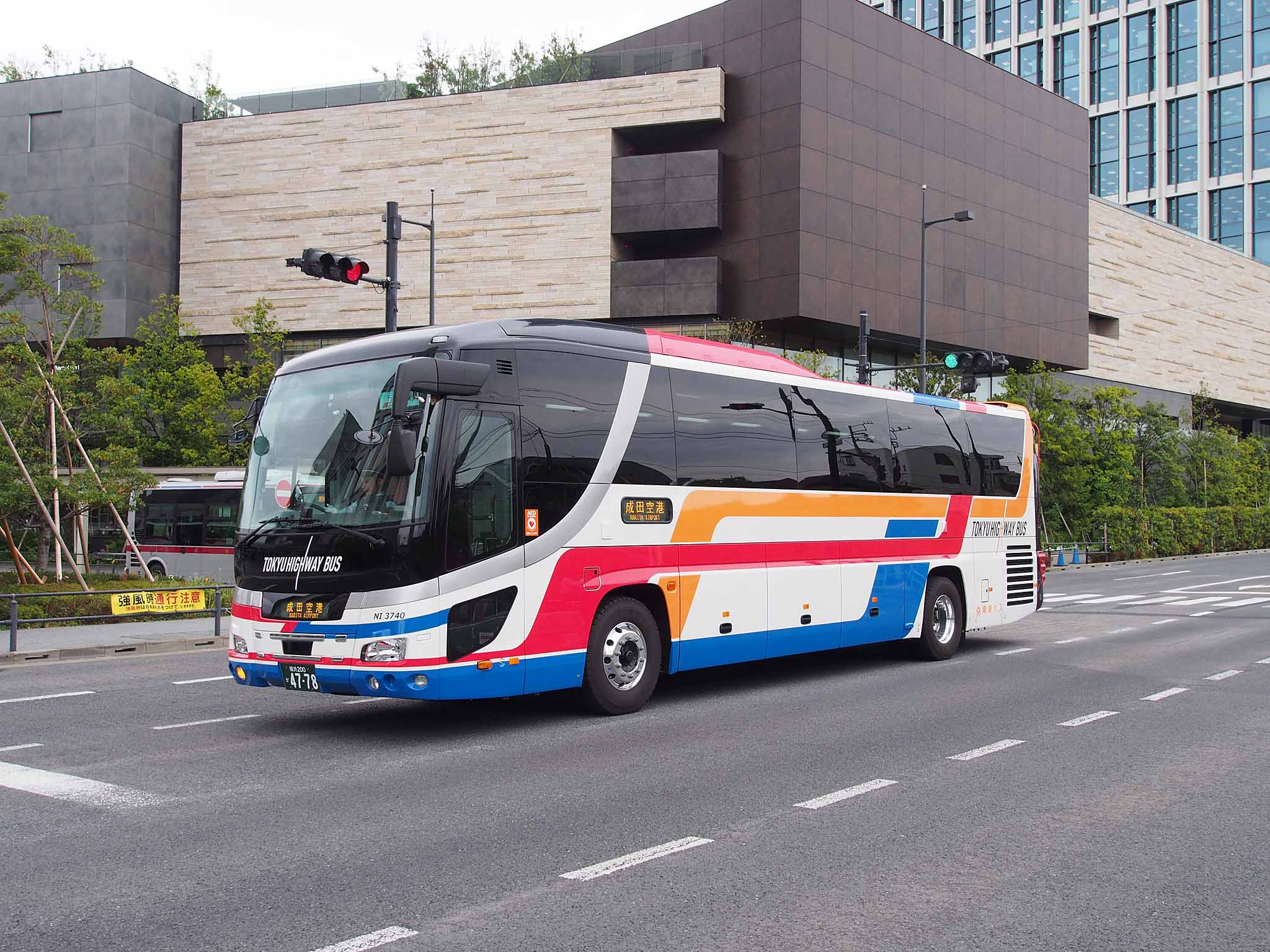
スーパーキャビン(NI3740)

東急バスの東京都内を発着する一部の空港連絡バス路線、神奈川県内を発着するすべての空港連絡バス路線を担当している。

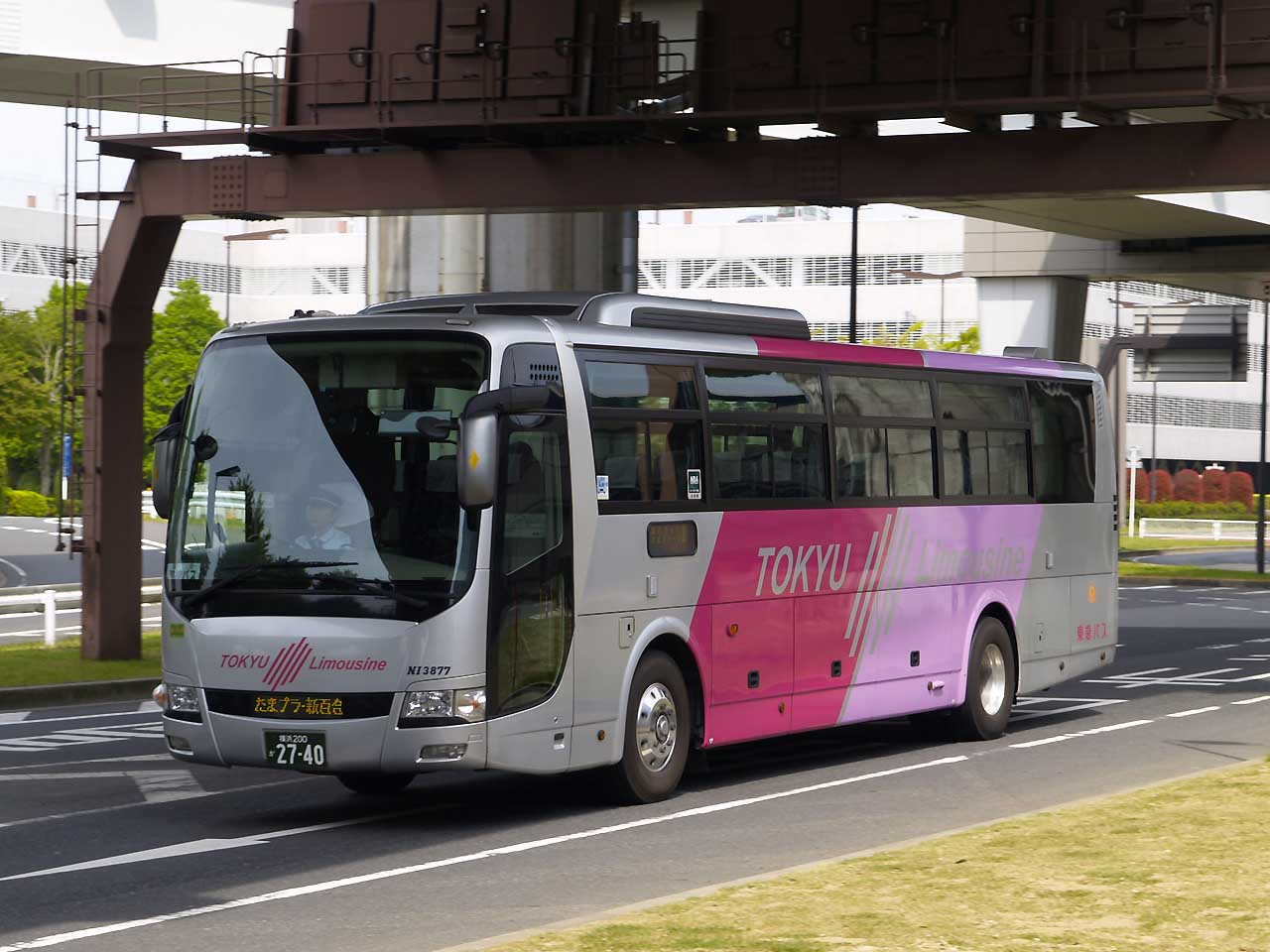
空港リムジンバスの車両(NI3877)

#### 羽田空港発着
たまプラーザ羽田空港線
<京浜急行バス新子安営業所と共同運行>
- たまプラーザ駅 ⇔ 羽田空港
- たまプラーザ駅 - 市が尾駅 ⇔ 羽田空港
- 市が尾駅 ⇒ 羽田空港

路線沿革
- 1998年（平成10年）10月1日：開設。虹が丘営業所所管。
- 2006年（平成18年）3月16日：虹が丘営業所から新羽営業所へ移管。
- 2017年（平成29年）4月1日：首都高速道路横浜北線の開通に伴い、運行経路を同線経由に変更する[22]。
- 2021年（令和3年）3月15日：川崎鶴見臨港バスが当路線から撤退（同年1月より同社のみ運休していた）[23][24]。
- 2022年（令和4年）7月1日：市が尾駅発着系統を港北ニュータウン羽田空港線より移行され、一部の便が市が尾駅経由となる。

　港北ニュータウン羽田空港線
　　<京浜急行バス新子安営業所と共同運行>
- 新横浜プリンスホテル - 新横浜駅 ⇔ 羽田空港
- （センター北駅 - ） センター南駅 - 新横浜駅 ⇔ 羽田空港※センター北駅発着は一部便のみ

路線沿革
- 2007年（平成19年）7月12日：開設。
- 2017年（平成29年）4月1日：首都高速道路横浜北線の開通に伴い、運行経路を同線経由に変更する[22]。
- 2021年（令和3年）9月1日：京浜急行バスが運行する新横浜地区 - 羽田空港線とセンター南駅・センター北駅 - 羽田空港線が路線統合。[25]
- 2022年（令和4年）3月1日：市が尾駅発着系統を新設。[26]
- 2022年（令和4年）7月1日：市が尾駅発着系統をたまプラーザ羽田空港線に移行。

　武蔵小杉羽田空港線
　　<京浜急行バス羽田営業所と共同運行>
- 武蔵小杉駅横須賀線口 - 武蔵小杉駅東口 - 田園調布本町 - 久が原駅入口 - 武蔵新田駅 ⇔ 羽田空港

路線沿革
- 2011年（平成23年）3月16日：開設。
- 2022年（令和4年）4月16日：京浜島営業所閉鎖に伴い、共同運行相手が京浜島営業所から羽田営業所に変更。

　二子玉川羽田空港線
　　<京浜急行バス新子安営業所と共同運行>
- 二子玉川ライズ・楽天クリムゾンハウス  →  羽田空港第2ターミナル → 羽田空港第1ターミナル → 羽田空港第3ターミナル
- 二子玉川ライズ・楽天クリムゾンハウス  ← 二子玉川駅  ←  羽田空港第1ターミナル ← 羽田空港第2ターミナル ← 羽田空港第3ターミナル
- 二子玉川ライズ・楽天クリムゾンハウス  ← 二子玉川駅  ←  羽田空港第2ターミナル ← 羽田空港第3ターミナル

渋谷成田空港線（二子玉川成田空港線）の下馬営業所への移管と引き換えに、2024年（令和6年）7月1日より路線の運行が下馬営業所から移管された。二子玉川発の始発便のみ引き続き下馬営業所が担当している。（下馬営業所内では高速渋谷木更津線の一系統扱いとなっている）
路線沿革
- 2009年（平成21年）4月24日：二子玉川駅～羽田空港にて運行開始。弦巻営業所所管。
- 2014年（平成26年）9月1日：弦巻営業所から下馬営業所へ移管。
- 2015年（平成27年）12月1日：二子玉川ライズ・楽天クリムゾンハウスへ乗り入れ開始。
- 2016年（平成28年）7月13日：東急トランセ直営での運行に変更。
- 2019年（令和元年）10月1日：二子玉川駅停留所が降車専用となる。
- 2024年（令和6年）4月1日：東急トランセが東急バスに吸収合併された事に伴い、路線の運行を東急バスが継承。
- 2024年（令和6年）7月1日：新羽営業所へ移管。

#### 成田空港発着
（新百合ヶ丘）たまプラーザ成田空港線
　　<小田急バス新百合ヶ丘営業所・京成バス千葉営業所と共同運行>
- （新百合ヶ丘駅） - たまプラーザ駅 - センター南駅 - 新横浜駅 ⇔ 成田空港

路線沿革
- 2003年（平成15年）4月16日：新百合ヶ丘駅 - 成田空港がたまプラーザ駅を経由となったことにより参入[27]。
- 2006年（平成18年）3月16日：虹が丘営業所から新羽営業所へ移管。
- 2019年（令和元年）11月1日：港北ニュータウン成田空港線と路線を統合し、一部便がセンター南駅経由となる。
- 2022年（令和4年）10月16日：小田急バス町田営業所廃止に伴い、同社の所管が新百合ヶ丘営業所に変更。
- 2023年（令和5年）
  - 8月1日：運行再開と同時にダイヤ改正を実施。当社便のみ新横浜駅に停車、新百合ヶ丘駅発着は小田急バスのみに変更。
  - 10月1日：京成バス便においても新横浜駅への停車を開始。

### 昼行高速バス

#### 東京ディズニーリゾート方面
高速たまプラーザTDR線　　
　　<京成バス新習志野高速営業所と共同運行>
- たまプラーザ駅  - 東京ディズニーリゾート

路線沿革
- 2004年（平成16年）12月1日：開設。
- 2006年（平成18年）3月16日：虹が丘営業所から新羽営業所へ移管。
- 2009年（平成21年）3月26日：PASMO・Suica導入。

　高速武蔵小杉TDR線
　　<京成バス新習志野高速営業所・京成トランジットバス塩浜営業所と共同運行>
- 武蔵小杉駅東口  - 二子玉川地区（←二子玉川駅／二子玉川ライズ・楽天クリムゾンハウス→） ⇔ 東京ディズニーリゾート

路線沿革
- 2019年（令和元年）12月16日：開設。

#### 河口湖・山中湖・御殿場プレミアム・アウトレット方面
高速たまプラーザ御殿場河口湖線
　　<フジエクスプレス横浜営業所と共同運行>

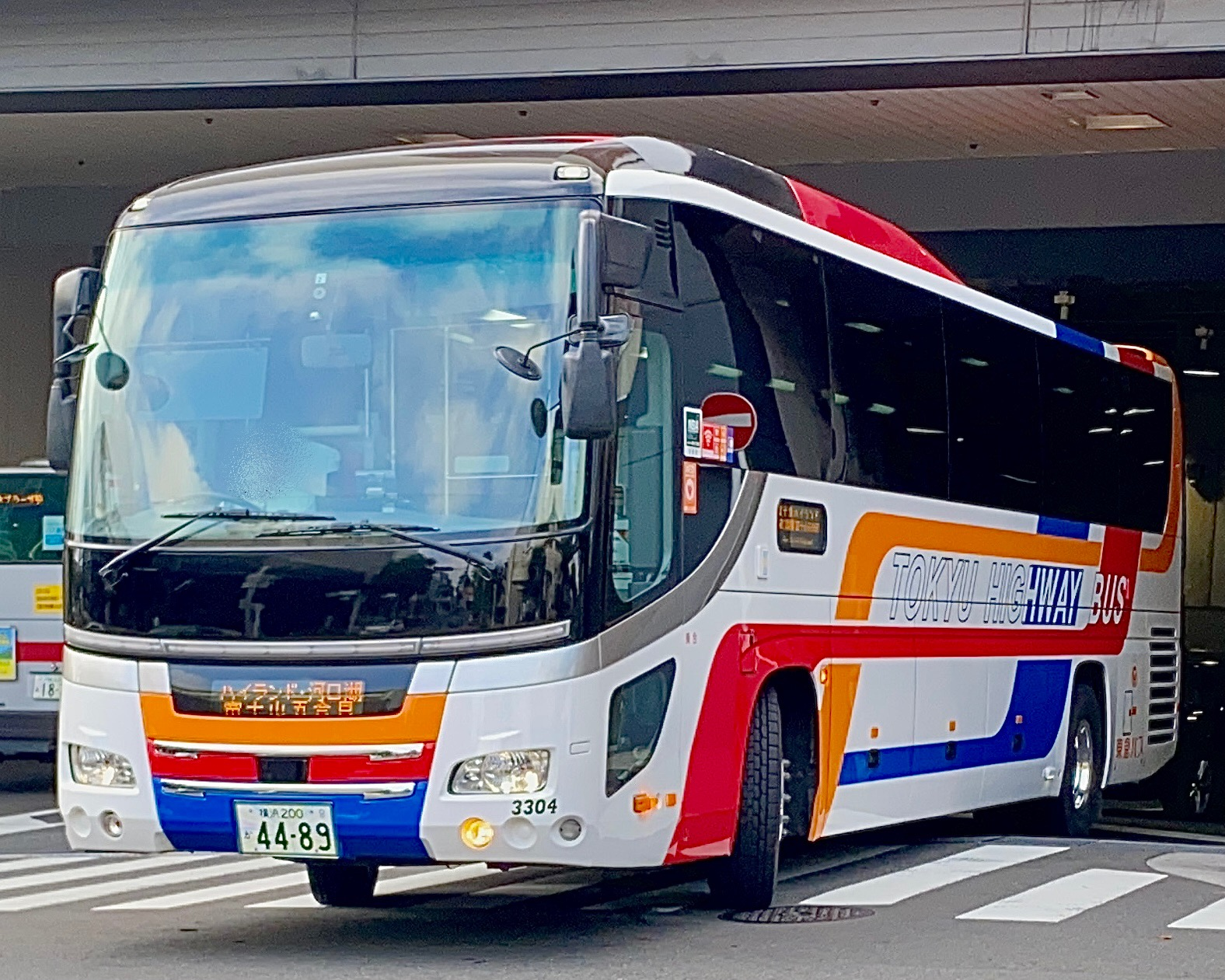
富士山五合目行き

- 日吉駅 - センター北駅 - たまプラーザ駅 - 市が尾駅 ⇔ 富士急ハイランド - 河口湖駅
- 日吉駅 - センター北駅 - たまプラーザ駅 - 市が尾駅 ⇔ 御殿場プレミアム・アウトレット - 富士山 山中湖 - 山中局入口 - 山中湖村役場前 - 山中湖旭日丘 - 富士急ハイランド - 河口湖駅
- 【夏季運行】日吉駅 - センター北駅 - たまプラーザ駅 - 市が尾駅 ⇔ 富士急ハイランド - 河口湖駅 - 富士山 五合目
- 【冬季運行】日吉駅 - センター北駅 - たまプラーザ駅 - 市が尾駅 ⇔ Yeti(イエティ) - ぐりんぱ

2014年（平成26年）3月1日に富士急湘南バスと運行開始。運行開始当初は東急トランセが所管。
運行開始当初は、センター北駅・たまプラーザ駅～御殿場プレミアム・アウトレットを結ぶ系統とセンター北駅・たまプラーザ駅～富士急ハイランド・河口湖駅を結ぶ系統が運行されていた。
2015年（平成27年）7月11日より、夏季のみ河口湖駅系統の富士山五合目までの延長運行が開始される。延長運行する場合は、東名高速道路の足柄サービスエリアで途中休憩が設けられる。
2016年（平成28年）10月1日より、河口湖駅発着系統が市が尾駅への乗り入れを開始。また、同日より東急トランセから東急バスへ運行移管される。
2017年（平成29年）3月10日より、御殿場プレミアム・アウトレット系統が日吉駅まで延伸される。
2017年（平成29年）12月1日より、河口湖駅発着系統が日吉駅まで延伸、御殿場プレミアム・アウトレット系統発着系統が市が尾駅へ乗り入れを開始。これに伴い、両系統共に横浜市内区間の発着停留所が統一された。
2021年（令和3年）4月1日より、御殿場プレミアム・アウトレット発着便が山中湖エリアを経由し富士急ハイランド・河口湖駅までの路線延伸を実施。また、同日より共同運行会社がフジエクスプレスへ変更される。なお、路線延伸に伴い東名高速道路鮎沢パーキングエリアにて途中休憩が設けられる。
Yeti（イエティ）・グリンパ発着便は冬季期間中のみの季節運行系統。こちらの路線も運行開始当初は東急トランセと富士急湘南バスで運行。東急トランセから東急バスへの移管日時については公式発表は無いものの、他系統が東急バスへの移管がなされた2016年10月1日以降の運行について、東急バス新羽営業所が各種問い合わせ先として案内されている。

#### 軽井沢・北軽井沢・草津温泉方面
高速横浜草津線
　　<相鉄バス横浜営業所・上田バス本社営業所と共同運行>
- 横浜駅西口 ⇔ 軽井沢駅 - 東急ハーヴェストクラブ旧軽井沢 - 北軽井沢 - 草津温泉BT - 草津温泉ホテル櫻井
- 横浜駅西口 - 新横浜駅 - たまプラーザ駅 ⇔ 軽井沢駅 - 東急ハーヴェストクラブ旧軽井沢 - 北軽井沢 - 草津温泉BT - 草津温泉ホテル櫻井

路線沿革
2022年（令和4年）11月1日：運行開始
たまプラーザ駅については2022年（令和4年）10月31日まで、たまプラーザ・二子玉川・渋谷 - 軽井沢・北軽井沢・草津温泉線として運行されていた。
1日に2往復が運行され、新横浜駅・たまプラーザ駅は一部便のみ経由する。運行開始当初は1日に3往復（各社1往復ずつ）が運行。横浜駅直行系統と新横浜駅とたまプラーザ駅のどちらかを経由する便が1往復ずつ運行されていたが、2024年（令和6年）6月1日のダイヤ改正より減便され相鉄バスと上田バスの運行便は隔日運行（両社合わせて毎日運行）となり、系統も横浜駅直行系統と新横浜駅・たまプラーザ駅の両駅を経由する系統の2系統へ整理された。
途中、関越自動車道上里サービスエリアで10～15分程度休憩。
WEB予約が「ハイウェイバスドットコム」から「発車オ～ライネット」に変更。

### 夜行高速バス

#### 上高地方面
高速渋谷上高地線（さわやか信州号）
　　<京王バス永福町営業所と共同運行>

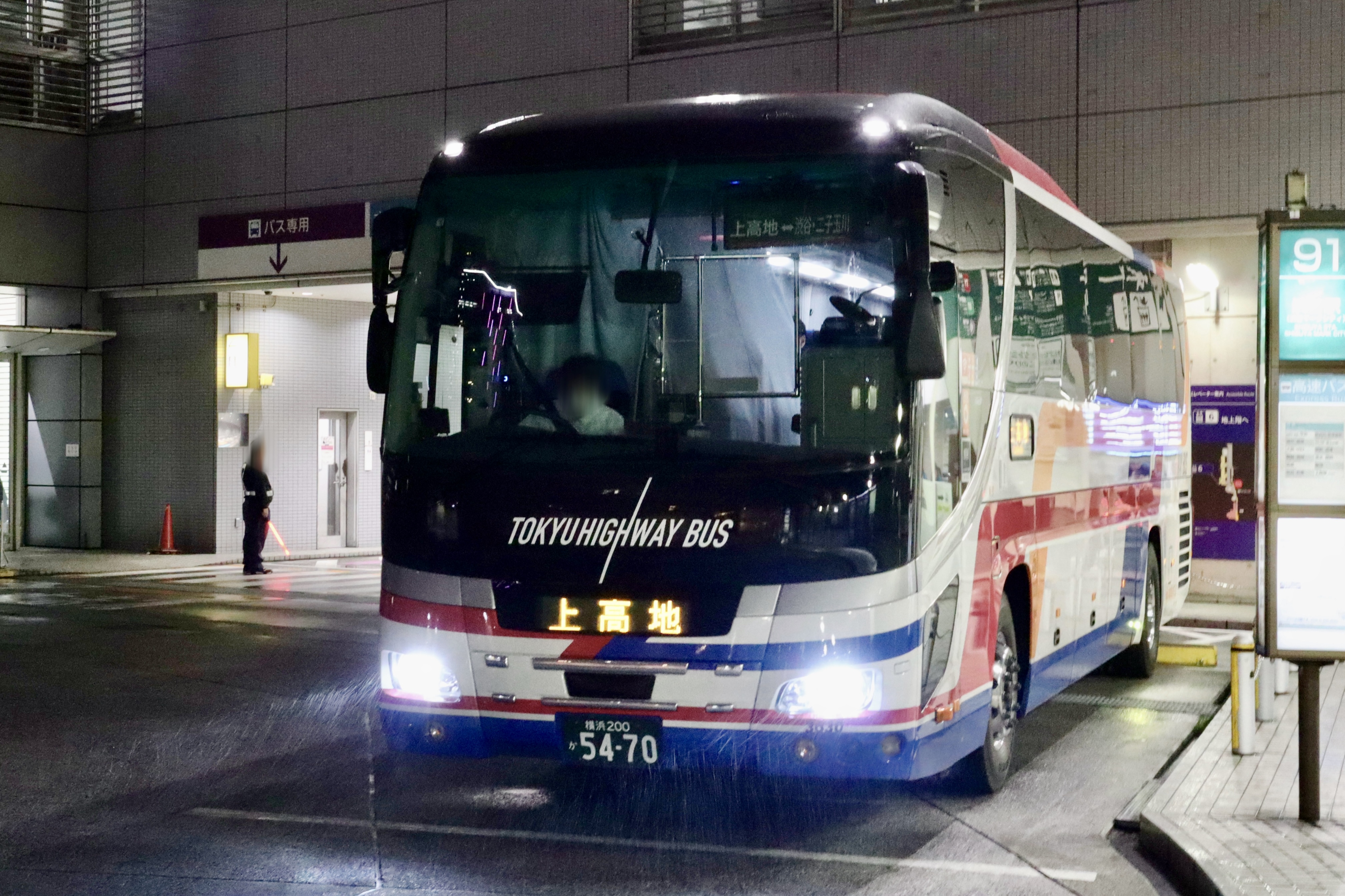
渋谷マークシティから発着する上高地行き

- 渋谷駅（マークシティ） → 二子玉川ライズ・楽天クリムゾンハウス → 新島々駅 → 安曇支所前 → さわんどバスターミナル → 中の湯 → 大正池 → 帝国ホテル前 → 上高地バスターミナル
  - 途中談合坂サービスエリアにて開放休憩があるほか、諏訪湖サービスエリアにて乗務員休憩が行われる。また、釜トンネル〜上高地バスターミナル間の通行規制の関係上、開門時間まで新島々駅にて発車時間の調整が実施される[31]。
- 二子玉川ライズ・楽天クリムゾンハウス ← 渋谷駅（マークシティ） ← 新島々駅 ← さわんどバスターミナル ← 上高地バスターミナル

季節運行路線。渋谷発は夜行便となっており、上高地発は昼行便として運行されている。上高地発はさわんど・新島々駅のみ停車。
路線沿革
- 2016年（平成28年）7月29日：運行開始[33]。東急トランセ・京王バス東世田谷営業所・アルピコ交通東京の3社共同運行。
- 2019年（令和元年）10月1日：京王バス東世田谷営業所が永福町営業所と統合し、共同運行会社が京王バス東永福町営業所となる。
- 2020年（令和2年）10月1日：共同運行会社の京王バス東が京王バス南・京王バス中央と合併し、京王バスとなる。
- 2024年（令和6年）
  - 4月1日：東急トランセが東急バスに吸収合併された事に伴い、路線の運行を東急バスが継承し、新羽営業所へ移管。
  - 7月12日：2024年度シーズンの運行より共同運行会社のアルピコ交通が撤退し京王バスとの2社体制となる[34]。

## 移管路線

### 新城線
| 系統名 | 運行区間                                       | 備考       |
| ------ | ---------------------------------------------- | ---------- |
| 城01   | 新城駅前 - 蟹ヶ谷 - 高田 - 吉田橋 - 綱島駅     |            |
| 城01   | 新城駅前 - 蟹ヶ谷 - 高田 - 吉田口 - 新羽営業所 | 出入庫路線 |

2006年3月16日より川崎営業所に移管され、新羽営業所発着の出入庫便は廃止された。その後、2010年7月1日に新羽営業所所管に戻った。

### 川和線
| 系統名 | 運行区間                                                | 備考       |
| ------ | ------------------------------------------------------- | ---------- |
| 市03   | 市が尾駅 - 川和町 - 貝の坂 - 梅田橋 - 小机駅 - 新横浜駅 |            |
| 市03   | 新羽営業所 - 新羽駅 - 北新横浜駅 - 新横浜駅             | 出入庫路線 |
| 市03   | 市が尾駅 - 川和町 - 貝の坂 - 梅田橋                     |            |
| 市03   | 新横浜駅 - 小机駅 - 川向町 - 水神前                     |            |
| 市03   | 小机駅→梅田橋→貝の坂→川和町→市が尾駅                    |            |
|        | 新羽営業所→亀甲橋→小机駅                                | 出庫路線   |

戦前の東京横浜電鉄以前に源流を持つ非常に古い路線である。1966年の営業所開設と同時に日吉営業所から移管された。横浜市営バス3系統（浅間町営業所→西営業所→緑営業所→港北ニュータウン営業所）との共同運行であったが、横浜市交通局の路線再編により、2007年3月16日に市営バスから路線移譲され、東急の単独運行となった。
2010年（平成22年）7月1日付で青葉台営業所に移管され、出入庫路線の新羽営業所 - 新横浜駅と新羽営業所→小机駅は新横81、新横82として再編された。

### 高速青葉台線
| 系統名               | 運行区間                                                         |
| -------------------- | ---------------------------------------------------------------- |
| ミッドナイト・アロー | 渋谷駅→鷺沼駅→たまプラーザ駅→あざみ野駅→江田駅→市が尾駅→青葉台駅 |

2005年（平成17年）7月から高津営業所の分を移管されたが、2007年（平成19年）10月1日付で青葉台営業所に移管した。
ただし、当営業所はワンロマ車や空港路線車の台数に余裕があるため、現在でも年末の忘年会シーズンなどには当営業所のワンロマ車および空港路線車が増強のため使用されることがある。

### 二子玉川成田空港線
<東京空港交通と共同運行（LCB便除く）>
- 渋谷マークシティ → 渋谷駅（渋谷フクラス） → セルリアンタワー東急ホテル → 成田空港
- 渋谷マークシティ ← セルリアンタワー東急ホテル ← 渋谷駅（渋谷フクラス） ← 成田空港
- 【LCB】渋谷駅（渋谷フクラス） ⇔ 成田空港
- （運休中）二子玉川ライズ・楽天クリムゾンハウス → 渋谷マークシティ → 渋谷駅（渋谷フクラス） → セルリアンタワー東急ホテル →  成田空港
- （運休中）二子玉川ライズ・楽天クリムゾンハウス ← 二子玉川駅 ← 渋谷駅（渋谷フクラス）※一部便のみ  ← 渋谷マークシティ ← セルリアンタワー東急ホテル ← 成田空港

路線沿革
- 2013年（平成25年）7月16日：開設。
- 2015年（平成27年）12月1日：二子玉川ライズ・楽天クリムゾンハウスへ延伸。[35]
- 2018年（平成30年）4月：特別車両"Tokyu Bus Super Cabin"を導入[36]。
- 2019年（令和元年）
  - 10月1日：二子玉川駅が降車専用停留所へ変更される。[37]
  - 12月6日：渋谷駅（渋谷フクラス）へ乗り入れ開始。[38]
- 2022年（令和4年）8月1日：LCB（ローコストバス）渋谷駅～成田空港系統新設。
- 2024年（令和6年）7月1日：下馬営業所へ移管。

東京空港交通が単独運行していた渋谷地区 - 成田空港線を二子玉川駅に延伸し、東急バスが参入して共同運行となったものである。
2022年（令和4年）8月1日に東急バスで初となるLCB（ロー・コスト・バス）路線が開設され、日に3往復が運行されている（同年12月16日のダイヤ改正で2往復に減便）。成田空港行きは事前予約の座席定員制で、予約サイトはリムジンバス予約Webを利用する。運賃体系や成田空港内の乗り場に関しては従来系統と異なるものの、書類上は二子玉川成田空港線の一系統の扱いとなっている。
2022年（令和4年）12月16日より、新型コロナウイルス感染拡大に伴い運休していた従来系統について、渋谷エリア～成田空港において一部便の運行を再開した。運休前と運転再開後で渋谷エリア内の停車順序が異なるため、運休前の運行状況については【運休中】と記載されたものを参照のこと。
2024年（令和6年）7月1日より、二子玉川羽田空港線の新羽営業所への移管とトレードする形で下馬営業所へ移管。移管以後、下馬営業所では渋谷成田空港線として運行している。（二子玉川発着便は引き続き運休）

## 廃止路線

### 鹿島田線
- 系統番号なし：日吉駅 - 箕輪町 - 宮前中町 - 江川町 - 越路 - 北加瀬 - 三菱自動車前 - 鹿島田交番前 - 平間駅 - 平間銀座 - ガス橋 - 下丸子 - 矢口渡 - 蓮沼駅 - 蒲田駅
- 川54：日吉駅 - 箕輪町 - 宮前中町 - 江川町 - 越路 - 北加瀬 - 三菱自動車前 - 鹿島田交番前 - 平間駅 - 平間銀座 - 下平間 - 遠藤町 - 河原町団地前 - ソリッドスクエア前（旧・明治製菓前） - 川崎駅

路線沿革
- 1957年（昭和32年）：蒲田駅 - 下丸子折返所間開設。池上営業所担当。
- 1960年（昭和35年）6月16日： 下丸子線（小杉駅 - 工業都市 - 平間駅 - 下丸子駅 - 蒲田駅）開設。池上営業所が担当。
- 1962年（昭和37年）：下丸子線が池上営業所から川崎営業所に移管。
- 1963年（昭和38年）4月20日：下丸子線の変形として、日吉営業所担当で日吉駅 - 平間駅 - 下丸子駅 - 蒲田駅を開設。
- 後に日吉駅 - 川崎駅間に短縮。
- 1987年（昭和62年）4月：日吉駅 - 越路間折り返し系統を新設。
- 1993年（平成5年）11月1日：日吉営業所移転に伴い、新羽営業所へ移管。
- 1997年（平成9年）2月17日：廃止。なお、日吉駅 - 越路系統については、駒岡線に編入された。

1960年（昭和35年）、東京都大田区と川崎市の間の多摩川に架かるガス橋が人車両用の新しい橋に架け替えられた。東急バスではその前の1957年（昭和32年）に東京都内の池上営業所担当で蒲田駅 - 下丸子折返所という路線を新設したが、新ガス橋の完成を契機に橋を渡って神奈川県側へ延長することにした。このとき新設された下丸子線（蒲田駅 - 小杉駅）の変形として、下丸子線に遅れること3年が過ぎた1963年（昭和38年）に開設された路線である。

当時のルートは蒲田駅と平間銀座の間が下丸子線と同一で、そこから国鉄南武線平間駅前を経由し三菱自動車（現・三菱ふそうトラック・バス川崎製作所）前に出て、そこから江川町までは川崎鶴見臨港バスの江ヶ崎線とほぼ同じ（越路（南方向）・江川町の停留所が日94と同じであるが江ヶ崎線の停留所とは異なる）、江川町と日吉駅の間は現在の駒岡線日93・94系統、新川崎日吉線と同一だった。三菱日本重工業東京自動車製作所（現・三菱ふそうトラック・バス川崎製作所）と丸子工場（三菱自動車工業へ承継後2001年に閉鎖）の双方に近接したエリアを通り、キヤノン本社工場、日本精工多摩川工場（1999年閉鎖）、三井精機工業東京工場（2001年に閉鎖）などへの通勤にも重宝されたが、1970年代に平間銀座と蒲田の間を廃止し、川崎市バスの御幸線と同じルートで川崎駅に行くルートに変更された。川崎営業所の川崎線（「土手廻り」）平間線（「幸町廻り」）と区別するために方向幕には「新道経由」と表示されていた。川崎駅と平間銀座の間では、川崎市バス御幸線との共通定期券も取り扱った。
川崎鶴見臨港バスにも川54系統（川崎駅西口 - 北加瀬 - 元住吉）が存在し、全く関係の無い両路線で系統番号が重複していたうえ、越路 - 三菱自動車前（現在の臨港バス三菱ふそう前停留所）間では当系統と臨港バスの川54系統が並走していた。しかし、当系統の廃止により系統番号の重複は解消されることとなる。
北加瀬と川崎駅の間を乗り通す乗客は臨港バスの末吉橋線や江ヶ崎線の方が速く、三菱自動車前と東急東横線の間の連絡も臨港バスで元住吉駅へ行く人が多くなり、加えて日吉と平間駅の間の需要も低迷する傾向になったため、本数は減る一方になる。1993年（平成5年）の日吉営業所閉鎖移転時に、駒岡線との一体運用化で採算の改善を狙おうと新羽へ移管されてきたが、改善が見込めないと判断され1997年（平成9年）2月16日限りで廃止された。日吉駅と越路の間は駒岡線に編入、現在も日94系統として運行中。

### 川和線（一部系統の廃止）
- 市03：市が尾駅 - 小机駅 - 東神奈川駅西口 - 横浜駅西口

移管路線の項を参照。

### 綱島線（一部系統の廃止）
- 綱島駅 - 道中坂下 - 勝田 - 柚の木谷 - 川和高校
- 新羽営業所 - 勝田 - 柚の木谷 - 川和高校（入出庫）

2000年（平成12年）3月31日限りで廃止。
- 綱島駅 - 道中坂下 - 勝田 - 柚の木谷 - 江田駅 - 市が尾駅

1990年（平成2年）頃に市が尾駅 - 道中坂下に短縮、同時に横浜市営バスが307系統の番号で新規参入する。しかし、1993年（平成5年）の地下鉄ブルーラインあざみ野延長でセンター南駅 - 市が尾駅間が廃止されることになり、東急は市が尾 - 道中坂下間の運行を取りやめた。市営307系統はセンター南 - 道中坂下間で存続したものの、経路が完全に重複する現在の綱45系統の増便で徐々に存在意義を失い、2000年3月31日限りで廃止となった。
- 綱島駅 - 道中坂下 - 勝田 - 柚の木谷 - 荏田 - 保木薬師前
- 綱島駅 - 道中坂下 - 勝田 - 柚の木谷 - 荏田 - 保木薬師前 - 王禅寺原研前
- 綱島駅 - 道中坂下 - 勝田 - 柚の木谷 - 荏田 - 保木薬師前 - 王禅寺原研前 - 柿生駅

東急田園都市線の開通前に運転されていた系統。荏田から先の区間は高津に移管され、現在の元石川線・柿生線の基礎となった。
- 綱島駅 - 道中坂下 - 勝田 - 仲町台駅 - 佐江戸 - 高周波前 - 中山駅
- 綱46：綱島駅 - 道中坂下 - 勝田 - 仲町台駅 - 佐江戸 - 貝の坂 - 中山駅北口
- 綱46:綱島 ‐ 道中坂下
- 新羽営業所 - 勝田 - 池辺町 - 佐江戸 - 中山駅（入出庫）

かつては横浜市営バス88系統（道中坂下 - 中山駅）と共同運行していたが、横浜市営バス88系統は数度の路線再編を経て現在の302系統の一部となり、当系統は廃止時点では1日5往復のみの運行であった。東急バスの一般路線で唯一の仲町台駅乗り入れ路線で、晩年は向原 - 東方原間が当系統のみが運行される独自区間となっており、その途中に「坂下」停留所があったが、東方原 - 中山駅北口間は横浜市営バス80系統（センター南駅 - 平台 - 中山駅北口）と並行していた。1997年（平成9年）2月17日、佐江戸 - 中山駅（南口）間を佐江戸 - 中山駅北口間（後の綱46系統）に変更。2008年（平成20年）3月30日の横浜市営地下鉄グリーンライン開業と同時に廃止された。
- 綱54：綱島駅 - 高田駅前 - 東山田駅 - 長泉寺 - 東山田営業所
  - 2008年11月1日：横浜市営地下鉄グリーンライン開業による利用客減少のため全線廃止。

横浜市営地下鉄グリーンライン開業時に東山田営業所担当だった東山田線のうち、綱53系統を廃止し、綱54系統を当営業所に移管の上で綱島線に編入。日40系統との重複整理、ならびに乗客の減少を理由に廃止された。
- 綱50：綱島駅→高田駅前→東山田駅→東山田駅入口→道中坂下→高田駅前→綱島駅
  - 2013年11月1日：利用客減少のため全線廃止。

平日朝間のみの運行で、かつては綱島駅 - 道中坂下間の折返し便も設定されていた。後に東山田駅循環3本の運行になり、最晩年は1本に削減されていたが2015年2月1日のダイヤ改正で、およそ2年ぶりに復活した。

### 新羽線（一部系統の廃止）
- 新横浜駅 - 新菊名橋 - 大倉山駅 - 新羽駅 - 新羽営業所庚申堀 - 新栄高校北口 - 新栄高校前 - 勝田丸沢 - 中村交差点 - センター南駅 - センター北駅 - 北山田 - 研究所前
  - 1985年：新横浜駅 - 大倉山駅 - 北山田系統を開設。
  - 1991年：新横浜駅 - 北山田系統を研究所前まで延伸。
  - 1993年3月18日：横浜市営地下鉄(ブルーライン)開業に伴い、新羽駅、センター南駅、センター北駅へ乗り入れ
  - 1994年11月1日：廃止

横浜市営バス303系統(当時)と同一路線であり、書類上は新羽線に含まれていた。概ね1時間に2本の運行であったが、東急バスが2本続いて運行の後に横浜市営バスが2本続いて運行するという形態を取っていた。1993年の横浜市営地下鉄開通後も港北ニュータウン地区から港北区役所への交通を確保するために残されていたが、港北区から独立して都筑区の新設に伴い、翌年廃止された。この廃止により大倉山駅への東急バスの乗り入れが無くなり、現在の綱71系統が運行する新羽営業所庚申堀 - 新栄高校北口間から港北ニュータウン中心部ならびに横浜市営地下鉄の駅への路線自体が一旦消滅した。さらに新羽営業所庚申堀などの停留所も横浜市営バスが運行されなくなった。

### 京浜線
- 二子玉川園駅 - 上野毛駅 - （第三京浜） - 新開橋 - 小机駅 - 六角橋 - 東神奈川駅 - 横浜駅西口
  - 1966年4月：渋谷駅 - 第三京浜 - 横浜駅東口として開設。当初より新羽営業所所管。
  - 1970年代前半頃：二子玉川園駅 - 横浜駅西口に変更し短縮（瀬田交差点の立体交差工事開始による道路混雑および右折禁止となり、瀬田交差点から渋谷方向へ曲がれなくなった為）。
  - 1982年9月16日：廃止。

第三京浜道路が開通した4か月後に開設された長距離路線で、第三京浜上に川崎バスストップ・野川バスストップ・東山田バスストップ・大熊バスストップの各停留所が設けられていた（“バスストップ”までを含んだものが正式な停留所名称）。川崎バスストップは第三京浜の京浜川崎IC内のオンランプ側、東山田バスストップは道中坂下 - 徳持バス停間の第三京浜道路上の中原街道との立体交差付近設置されていた。年々悪化していった渋滞などの影響により、1982年に廃止となった。

### 日吉空港線
- 日吉駅 - 第三京浜・首都高速道路経由 - 羽田空港第1・第2旅客ターミナル
  - 2004年4月16日：京浜急行バス・東京空港交通との共同運行を開始[41]。
  - 2009年11月30日：この日の運行をもって廃止。

東急バスの空港リムジンバスとしては初の路線廃止となった。

### 新百合羽田空港線
- 新百合ヶ丘駅 - 羽田空港（小田急バス新百合ヶ丘営業所・京浜急行バス新子安営業所と共同運行）
  - 2000年（平成12年）7月13日：開設。
  - 2006年（平成18年）3月16日：虹が丘営業所から新羽営業所へ移管。
  - 2017年（平成29年）4月1日：首都高速道路横浜北線の開通に伴い、運行経路を同線経由に変更する。
  - 2022年（令和4年）10月16日：小田急バス町田営業所廃止に伴い、同社の所管が新百合ヶ丘営業所に変更。
  - 2023年（令和5年）2月28日：この日の運行をもって東急バスのみ撤退。小田急・京急は引き続き運行[42]。

### IKEA港北シャトル（契約輸送）
| 系統名 | 運行区間              | 備考         |
| ------ | --------------------- | ------------ |
| 直行   | 田園調布駅 - IKEA港北 | 第三京浜経由 |

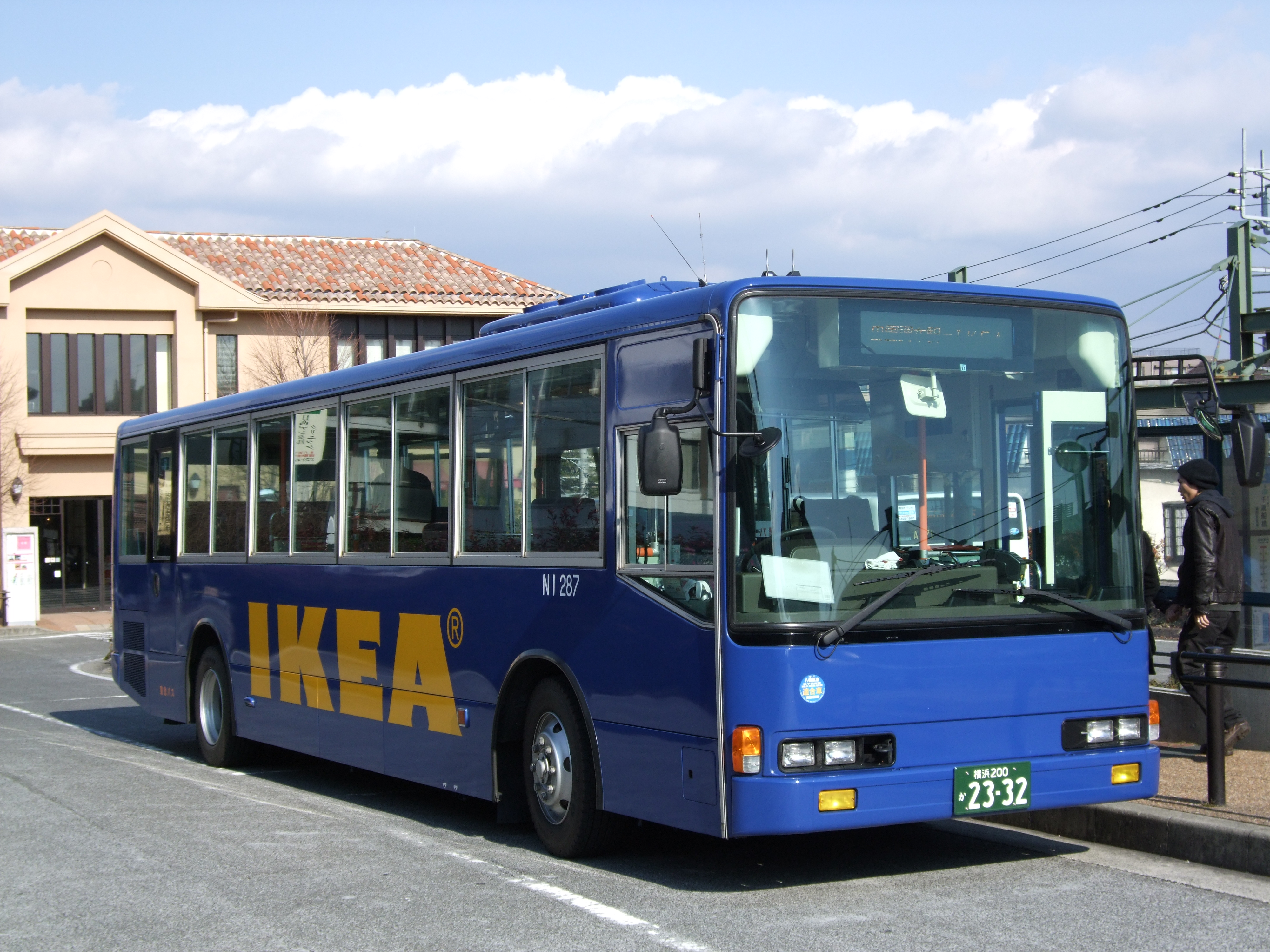
IKEA港北シャトルバス・田園調布駅

2008年10月に瀬田営業所から移管された。このバスは無料であり、また第三京浜道路を走行するため（行きは玉川IC→港北IC、帰りは都筑IC→玉川IC）ワンロマ車での運行で、座席定員制である。移管を機にワンロマ車1台がIKEA専用ラッピング車になって改装された。専用車については後述。本数は平日は1時間に1本程度、土休日は1時間に2 - 3本程度。増発は、以前はNI1838及び羽田リムジン車（主にNI288）をもってこれをなしていたが、現在は通常塗装のワンロマ車が運用に入る。
2011年4月20日以降、IKEAから乗車の際は、事前に店頭エントランスでスタッフから座席整理券をもらい、乗車時に運転手に渡す方式に変更されたが、2012年12月6日以降は座席整理券が廃止となり、田園調布駅から乗車の際と同様に先着順で乗車することになった。2015年3月31日をもって運行終了した。

### 三井アウトレットパーク木更津路線
たまプラーザ駅・センター北駅 - 三井アウトレットパーク木更津線
- たまプラーザ駅 - センター北駅 - （東京湾アクアライン） - 三井アウトレットパーク木更津
  - 2016年12月3日：運行開始（小湊鉄道と共同運行）。
  - 2019年8月3日：この日の運行よりたまプラーザ方向の運行についても小湊鉄道による運行へ変更し東急バスは撤退[43]。

土休日・年末年始のみ一日一往復運行される。たまプラーザ→木更津方向は小湊鉄道、木更津→たまプラーザ方向は東急バスが担当していた。

### 港北ニュータウン成田空港線
- 中山駅・センター南駅 - 成田空港
  - 2008年（平成20年）7月18日：港北ニュータウン成田空港線・中山駅・センター南駅 - 成田空港を開設。
  - 2019年（令和元年）10月31日：この日の運行をもって新百合成田空港線と路線を統合。センター南駅発着については存続するものの、中山駅発着については廃止。

### 深夜急行・高速新横浜線

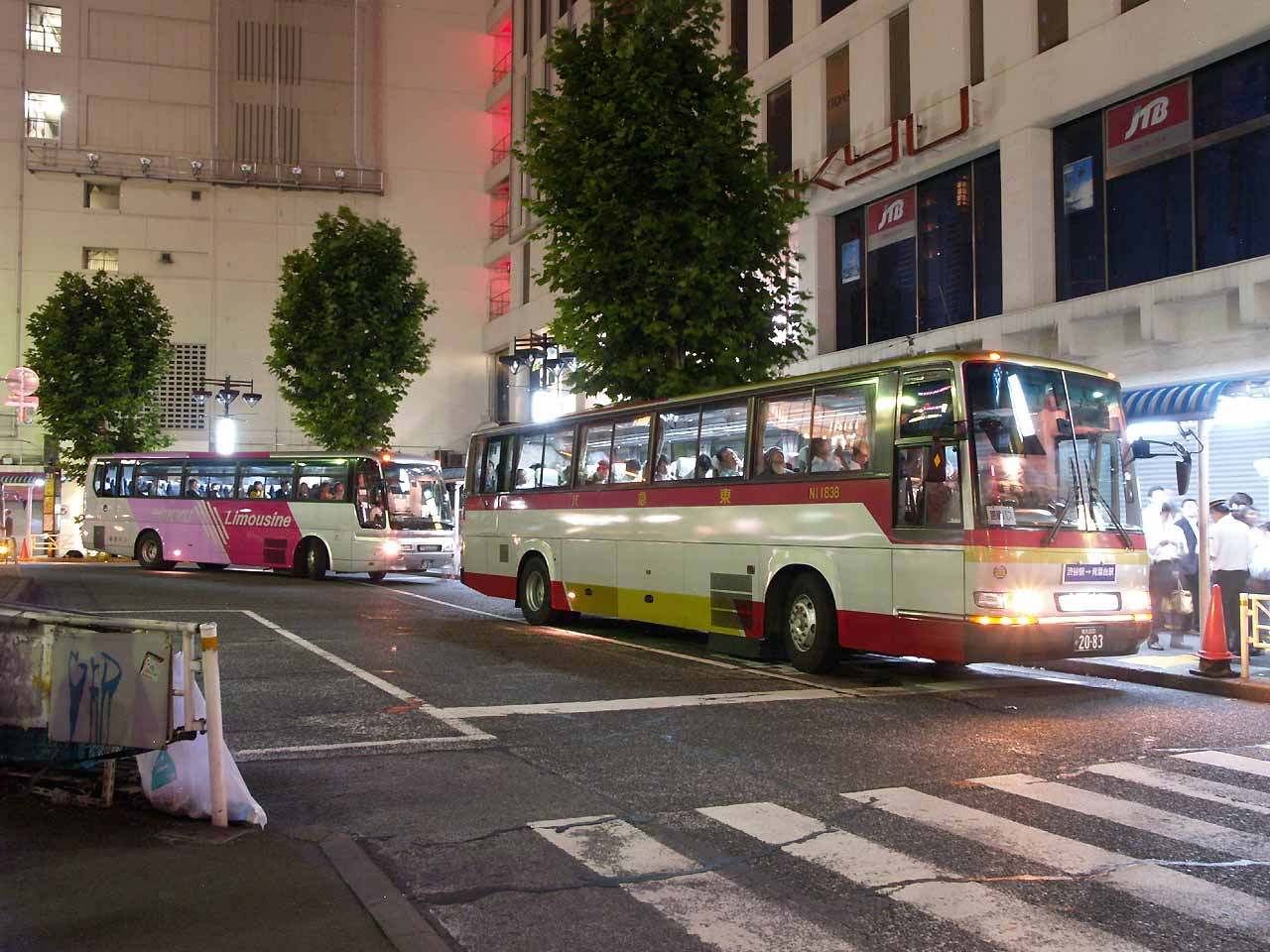
新横浜線に投入されることがあった空港リムジン車（NI288：奥）
手前の青葉台線のセレガも新羽担当便

- ミッドナイト・アロー：渋谷駅→都立大学駅北口→等々力七丁目→新城駅前→中原駅前→東横線小杉駅→元住吉駅入口→日吉駅→綱島駅入口→大倉山駅入口→新横浜駅→新羽営業所（新横浜駅 - 新羽営業所間、フリー降車区間）
  - 1990年（平成2年）3月1日：開設。
  - 2002年（平成14年）10月16日：現行の経路となり、都立大学駅北口、等々力七丁目、新城駅前、中原駅前にも停車するようになった[44]。
  - 2020年（令和2年）3月27日：後述する新型コロナウイルスの感染拡大防止による運休のため、事実上の最終運行日となる[45][46]。
  - 2020年（令和2年）3月30日：新型コロナウイルスの感染拡大防止のため運休[45]。
  - 2022年（令和4年）7月31日：路線廃止[47]。

東横線沿線の終電後輸送をカバーしていた深夜急行バスである。等々力七丁目→新城駅前間で多摩川を渡る際に第三京浜道路を経由するため、座席定員制となっていた。一時、利用者数の低迷から廃止も取り沙汰されたが、経路変更により南武線沿線や東京都内もカバーする形に改め、かつ割安なキャンペーン運賃を実施したことにより、利用者数は回復していた。なお、新横浜駅 - 新羽営業所間は当初よりフリー降車制となっていた。車両は基本的にワンロマ車だが、羽田空港リムジン車で運行されることがあった。

### 東山田線
- 綱53：綱島駅 - 高田 - 百石橋 - すみれが丘
- 綱54：綱島駅 - 高田駅前 - 東山田駅 - 東山田営業所
  - 綱54：東山田駅 - 東山田営業所
- 東山田営業所 - すみれが丘（出入庫）
  - 1993年3月18日：綱島駅 - すみれが丘・東山田営業所を新羽営業所担当にて開設。
  - 1993年11月1日：日吉営業所移転により東山田営業所へ移管。
  - 2008年3月30日：横浜市営地下鉄グリーンライン開業に伴い、綱53系統を廃止。新羽営業所へ再移管。

綱島駅と港北ニュータウン北部を結ぶ。本数は1時間に1本程度と少なかった。
新羽営業所へ再移管された半年ほど後、綱54も廃止された。

## 車両

### 一般路線車

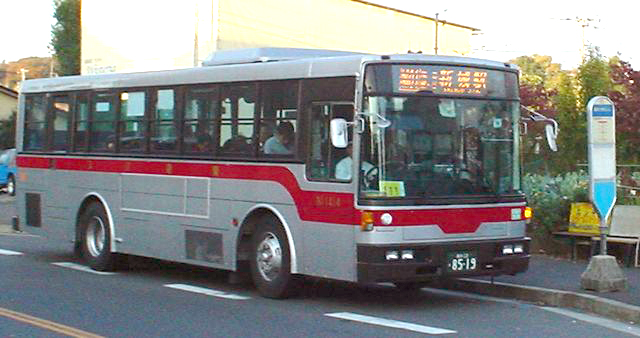
日産ディーゼル製NI1414（1995年式U-UA440HSN）

一般路線車は、大多数が日産ディーゼル/UDトラックス（以下UD）車と三菱ふそう車が配置され、他に少数のいすゞ車と日野車の配置であったが、2015年度（1500番台）から2023年度（番号一周して300番台）まではNI1870を除いていすゞ車と日野車のみが投入されていた。しかし、2024年度は新羽営業所としては6年ぶりとなる三菱ふそうの新製車が配置された。車種は後述の中型車を除いて大型短尺車のみである。
UD車は他の営業所と同様に富士重工業製車体で導入されてきたが、富士重工業のバスボディ製造事業撤退後は西日本車体工業（西工）製車体に切り替えられた。
UD車はスペースランナーRA、三菱ふそう・エアロスターのOEM供給車であるスペースランナーAが在籍する。スペースランナーAは東急バス全体で2台のみで、当営業所のみ配置されている。
三菱ふそう車はエアロスター、いすゞ車はエルガ、日野車は2代目ブルーリボンとブルーリボンIIが在籍する。
エアロスターのNI1178は、東急バス創立20周年記念復刻塗装車として2011年に導入され、東山田のH1179と同様の2代目観光塗装となっている。
これらの大型路線車は、中型車で運行される新吉田線（綱74系統）を除く全ての一般路線で充当される。
横浜市内の東急バス営業所としてはノンステップバスの割合が最も高い。2001年度からは新車導入はノンステップバスのみとなっていたが、2005年度からはワンステップバスも導入された。2007年度、2008年度は長尺ワンステップバス（中扉4枚折戸）が導入され、主に川和線での運用に就いていたが、川和線の青葉台移管に伴い全車が青葉台へ転属した。2013年度からは再びノンステップバスのみの導入となっている。

### 新吉田線用
新吉田線（綱74系統）用の中型車として、いすゞ・エルガミオ及びレインボーIIが計8台在籍する。2018年増備の1台と2022年に青葉台営業所より転入した1台のみノンステップで、残りの6台は全車ワンステップである。
当初は日野・ポンチョ（初代）を使用していた。これは川崎のさくらが丘線（日23系統）専用車両を一般色化した上で転用したもので、当初は3台在籍したが、乗客増加による中型車増備で余剰となり、2台は高津へ転出した。
中型車は当初予備車としてUD車1台のみを弦巻から転入させていたが、その後の乗客増加により下馬から日野車を1台借り入れたのち、同じく下馬から日野車（前述とは別の車両）・三菱ふそう車各1台を転入させた。
2006年に入り下馬からの2台が老朽廃車となったため、初代ポンチョと交換で高津より日野車・三菱ふそう車各1台を転入させた。このうち三菱ふそう車は元コーチ車で、外観・内装・塗色が他の一般車と異なる。2006年9月にいすゞ・エルガミオワンステップが3台新製導入された。それに伴い、残っていた初代ポンチョ1台と日野製中型車が高津へ転出している。
増備は2007年、2008年、2012年にも行われた後、2018年にノンステップ車1台が新製された。これらの車両は基本的に新吉田線専用であるが、ごく稀に他の一般路線などに使用されることがある。

### ワンロマ車
大型長尺車をベースに、座席を多く取った通称「ワンロマ車」も9台在籍する。日野自動車製と三菱ふそう製の車両が配置されており、東急バスの営業所ではワンロマ車の配置台数が最多となっている。ワンロマ車と後述の空港路線車は高速道路を走行する運用がほとんどであり、シートベルト・ETC車載機・営業所と交信できる無線機が標準装備されている。
通常は新横溝口線や深夜急行バスのほか、企業との契約輸送（新横浜駅 - 東京エレクトロンデバイスなど）にも使用される。過去にはIKEAシャトルのほか、資生堂の契約輸送も担当しており、行先表示器に「SHISEIDO」のロゴを表示していた。また一般路線では、過去には川和線市03系統に充当されたほか、新羽線綱71系統や綱島線綱50系統での充当実績もある。現在は新横溝口線の出入庫で新横81系統に使用されるほか、稀に綱72系統の新羽駅 - 新横浜駅の臨時便に使用されることもある。
2008年10月からワンロマ車の1台（NI287）にIKEAラッピング車両があり、IKEAシャトルに専用で使用されていた。この専用車は運賃箱が撤去され、運転席後部と車内中程に液晶ディスプレイが設置され、行きの走行中にIKEAの案内映像を流している。また中ドア付近の座席が一部撤去され、IKEA港北で購入した商品を置くためのラゲッジスペースになっている。なお、同車は2013年3月1日から東山田が担当する用賀駅 - IKEA港北シャトルバスの試験運行開始に伴い東山田営業所へ転出していたが、試験運行終了に伴い当営業所に戻っている。その後、2015年3月にIKEA港北シャトルバスの運行終了により除籍された。
ワンロマ塗装車でもNI1276に同様の液晶ディスプレイを設置しており（NI388に設置されていたが移設された）、ワンロマ塗装車がIKEAシャトルに使用する際は中ドア付近の座席を折り畳んだ上で使用していた。
2019年、2022年に東山田営業所から転入した車両は、通勤高速バス「E-Liner」塗装のまま新横溝口線などで使用されている。

### 空港路線車・高速路線車

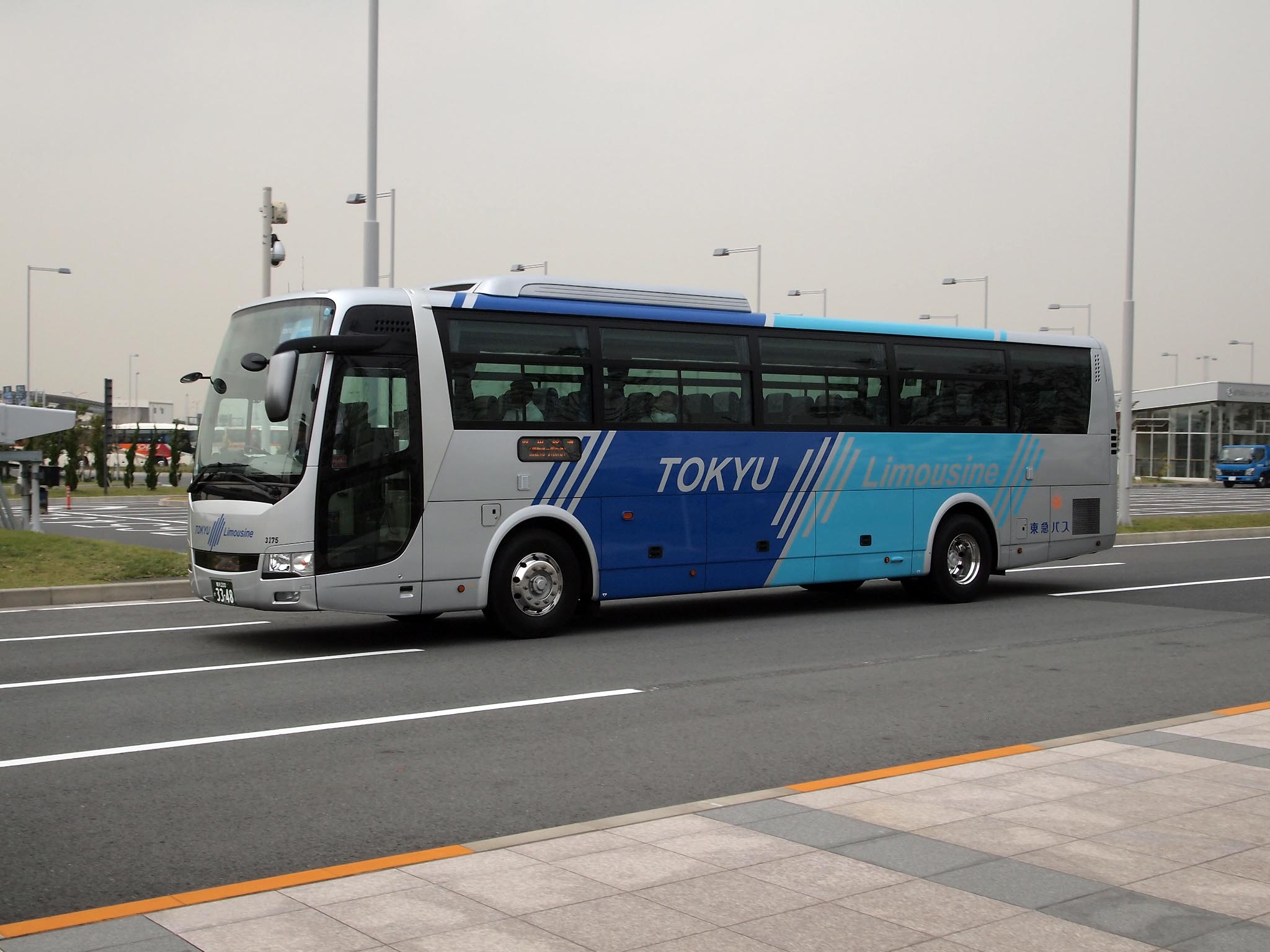
ミルキーウェイ塗装のNI3175

神奈川県内の東急バスが担当するリムジン路線を一手に引き受けているため、空港路線車の配置台数が東急バスの営業所で最も多くなっている。現在は三菱ふそう・エアロエースと日野・セレガが主力である。
2004年の日吉空港線開業時に三菱ふそう・エアロバス3台が導入されたが、2005年度に入って乗車定員の関係から虹が丘の空港路線車（日野2台、三菱1台）と交換されている。その後2006年のたまプラーザ・新百合ヶ丘発着の空港路線移管に伴い、同年1月には虹が丘より訓練用として日野車1台が転入したのち、3月の移管にあわせ全車転属した。空港線開業時に使用していたセレガの置き換えとして、2007年4月にジェイ・バス製日野・セレガ（2代目）が2台導入された。2008年には中山 - 成田空港線開設に伴いMS9系エアロエースが導入されたほか、2013年の二子玉川駅・渋谷駅 - 成田空港線開設時にも増備されている。
主にトイレ無し車両を羽田線に、トイレ付き車両を成田線・TDR線に充当しており、羽田線の一部車両は深夜急行バスに充当されることがある。また、羽田線用だがワンロマ色のNI1838（2011年廃車）、さらにごく稀だがNI288は、IKEAシャトルと玉川髙島屋S・Cの契約輸送に入ることもあった。NI1838は一般貸切としての運用も多かった。NI288も数回だが貸切として運用されたことがある。
エアロエースのNI3175は、東急バス創立20周年記念復刻塗装車として2011年に導入され、ミルキーウェイ塗装となっていた。2016年3月にマーキュリーカラーに塗色変更され貸切車に変更、2175に改番され下馬に転属した。その後、NI3662がミルキーウェイ塗装として改めて新製された。
スーパーキャビンは前側3列を独立3列シート、4列目以降を通常の4列シートとした車両で、各席にモバイル機器充電用のUSBポートを設置している。
2016年にセンター北・たまプラーザ〜御殿場プレミアムアウトレット・河口湖線が下馬営業所から移管されたことに伴い、SI3303、SI3304の2台が転入した。いずれの車両も基本的に空港リムジン路線には使用されない。
2020年3月に新横溝口線用として三菱ふそう製のNI3960が導入された。この車両は東急バスで初となる新顔エアロエースで、旅客用エレベーターを装備している。

### 特定車・貸切車

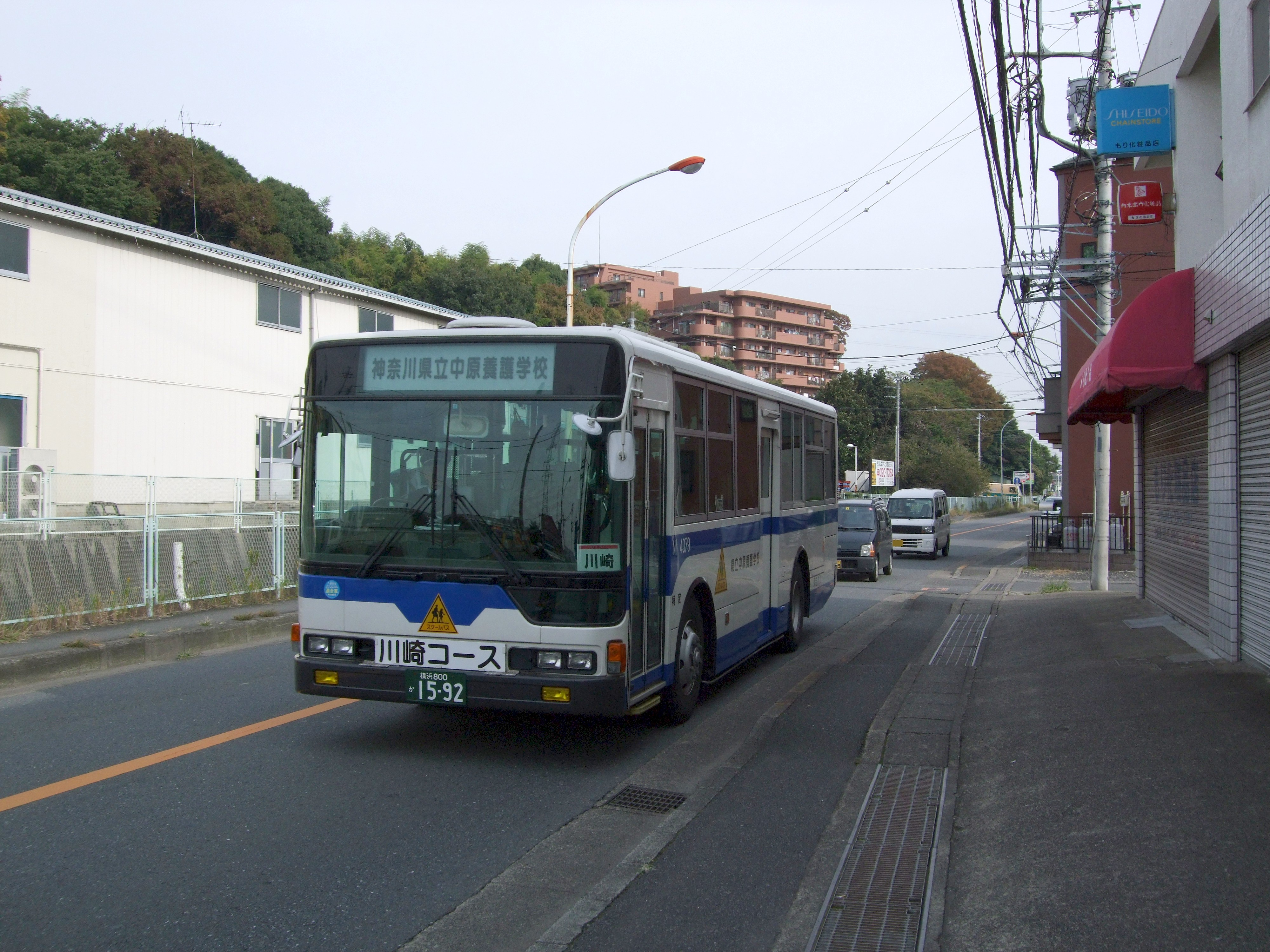
養護学校専用車

2019年3月まで、神奈川県立中原養護学校、神奈川県立麻生養護学校のスクールバス専用の大型車も在籍していた。養護学校用車は一般車と同じデザインだが、ベースカラーが銀ではなく白で、車両によりラインカラーが異なるのが外観上の特徴である。車番はNI40xxが割り当てられている。当初はUD製経年車を改造し充当していた時期もあったが、現在は三菱ふそう製の車両に統一されている。いずれの学校も2019年3月にスクールバスが他社へ変更されたことに伴い、全車が除籍された。
日吉駅から日本大学中学校・高等学校への生徒輸送用に、当営業所の大型路線車が充当されている。なおこのバスは特定輸送のため生徒・職員しか乗車できない。幕式の行先表示器だった当時はピンク色の方向幕を使用していた。当初は短尺車が使用されていたが、2020年秋ごろに青葉台営業所、虹が丘営業所から計6台(AO8724 - AO8726,AO1135,NJ1157,NJ1153)の長尺車が転入し、特定車へ転用されて専用車として使用されている。2023年10月にNI8726が虹が丘営業所に転属し、その代替としてNJ1553が転入している。これらの車両は運賃箱が撤去され、車体側面に黒文字で「特定」と「日本大学高等学校・中学校」の文字が追加されている（NI1553のみ特定登録されずに使用されており、NI8726も同様の状態で使用されていた）。
東京エレクトロンデバイスへの従業員輸送用として特定車に転用された車両も存在する。特定車へ転用された車両は運賃箱を撤去され、車体側面に「特定」と「東京エレクトロンデバイス」の黒文字が追加されている。現在はNI1274が専用車として使用されている。2020年2月まではワンロマ車のNI389が、2020年2月から2024年11月まではワンロマ車風の塗装に変更されたNI825が使用されていた。
2022年4月から2024年4月まで、市が尾駅からCTC-YCC(伊藤忠テクノソリューションズ)への従業員輸送用として、ワンロマ車風の塗装となっている貸切登録の車両(NI1362,NI1363)が存在した。
NI1362はCTC-YCC従業員輸送が東山田営業所と共管となったことに伴い東山田営業所へ転出し、NI1363は2024年4月にTOCの特定輸送用として荏原営業所に転出した。
他にも幼稚園の契約輸送用のマイクロバス（三菱ふそう製）や淡島営業所から転入したマイクロバス（日野自動車製）が在籍している。これらのマイクロバスは全車が貸切登録となっている。

## その他の特徴
綱島駅ターミナルでの誘導の便を図るため、本営業所の綱島駅を発着する便については、運行番号を記載した札を運転席に掲出している。番号区分は以下のとおり。
- 1 - 2桁：綱島線
- 100番台：新城線
- 200番台：新羽線
- 400番台：駒岡線
- 700番台：新吉田線